# Crocodile
Pour les articles homonymes, voir Crocodile (homonymie).
Crocodylinae
Sous-famille
Les Crocodiles, Crocodylinae, sont une sous-famille de crocodiliens de la famille des Crocodilidés.

## Étymologie
Le mot vient du latin crocodilus, lui-même issu du grec ancien κροκόδειλος / krokódeilos, qui, selon Hérodote serait initialement le nom donné par les Ioniens aux lézards épineux des murailles et par analogie aurait été étendu aux crocodiles vivant dans le Nil.
La forme actuelle, « crocodile », a longtemps coexisté avec le crocodelle et cocodrille avant d'être seule conservée au XVIe siècle.

## Description
Les crocodiles vivent dans les régions chaudes. Toutes les espèces fréquentent les eaux douces (même le crocodile marin, en particulier durant les saisons tropicales humides). Ils vivent immergés dans des cours d'eau stagnante où ils passent leurs journées à guetter leurs proies. Ils peuvent rester 50 minutes sous l'eau, soit assez de temps pour préparer des embuscades. Ils sont très agiles dans l'eau, mais plutôt maladroits sur la terre ferme, bien qu'ils puissent courir assez rapidement. Les crocodiles sont parfaitement adaptés à la vie aquatique. Leurs poumons peuvent se déplacer vers l'avant ou l'arrière de leur corps. Cette capacité leur permet de garder leur tête au-dessous de l'eau et leur corps immergé, complètement cachés dans les marécages boueux. Leurs yeux, leurs oreilles et leurs narines sont placés très haut sur le crâne, ce qui leur permet de voir, de respirer et d'entendre ce qui se passe aux alentours alors qu'ils passent inaperçus auprès de leurs proies. Certains crocodiles sont parmi les plus grands reptiles. Le crocodile marin et le crocodile du Nil atteignent ou dépassent 6 m de long. Ils se nourrissent d'animaux qui viennent boire à la rivière, les capturent grâce à leurs puissantes mâchoires et les entraînent au fond de l'eau afin de les noyer. Leur mâchoire peut développer une force de plus de 22 kN. Ils ont plusieurs paires de muscles qui leur permettent d'engendrer ce mécanisme mortel. Une paire de muscles située à l'arrière de la tête leur permet de produire la force nécessaire pour surgir de l'eau et surprendre leur proie à l'aide d'une morsure fatale et deux paires de muscles situées aux extrémités de leur mâchoires pour empêcher leur crâne de se fracasser. Ces deux paires de muscles absorbent une partie de la force produite. Puis le crocodile déchiquette et lacère sa proie avec de brusques mouvements de tête et en tournant sur lui-même. À force de rentrer et de sortir hors de l'eau, la proie se noie malgré ses efforts. Le crocodile, lui, possède une valve qui s'ouvre et se ferme au fond de sa gueule. Celle-ci lui permet d'éviter de se noyer avec sa proie.
Les crocodiles du Nil ne s'alimentent plus si la température est inférieure à 15,7 °C et ils ne sont plus capables de nager si la température est inférieure à 7,6 °C. L'espérance de vie d'un crocodile peut atteindre 100 ans.

### Taille
Les différentes espèces de crocodiles présentent un dimorphisme sexuel, les mâles sont plus imposants que les femelles. La taille des crocodiles diffère aussi selon les espèces. La plus petite est le Crocodile nain, mesurant à l'âge adulte entre 1,5 et 2 m, alors que le Crocodile marin peut dépasser 6 m.
Le plus grand crocodile au monde est Lolong, un crocodile marin de 6,17 m et pesant 1075 kg , capturé en 2011 près de Bunawan aux Philippines, et mort en février 2013. Dès lors, le plus grand crocodile vivant connu est Cassius (en), long de 5,48 m et pesant 1 300 kg résidant en captivité à l'île Verte (Queensland, Australie). Il est mort en novembre 2024.

### Système cardiovasculaire
Le crocodile est un animal qui pratique régulièrement la plongée pour chasser et reste également en immersion pour sa digestion. Le système cardiovasculaire du crocodile est constitué de deux ventricules, deux oreillettes et deux aortes qui permettent de transporter le sang oxygéné et le sang désoxygéné. Le crocodile possède une structure particulière de son système cardiovasculaire, une petite ouverture qui permet la communication entre les deux aortes, le foramen de Panizza. Cette structure permet de rediriger le sang riche en dioxyde de carbone (CO2) provenant du ventricule droit vers la circulation systémique qui alimente les organes.
À la surface, les deux aortes sont remplies de sang oxygéné grâce au foramen qui permet leur communication. L’apport en oxygène est donc maximal. Lorsque le crocodile est immergé, une valve bloque l’alimentation en oxygène des poumons ce qui provoque le passage du sang désoxygéné dans les aortes par le biais du foramen. Cette particularité permet de favoriser la digestion. La digestion nécessite la production d'acide chlorhydrique (HCl). L’augmentation du CO2 dans le sang lors de la plongée permet de produire davantage de protons H+, nécessaire à la production d’HCl. La digestion est accélérée.
Cette particularité est une adaptation du système cardiovasculaire des crocodiles pour un régime alimentaire constitué de proies imposantes et longues à digérer.

## Reproduction

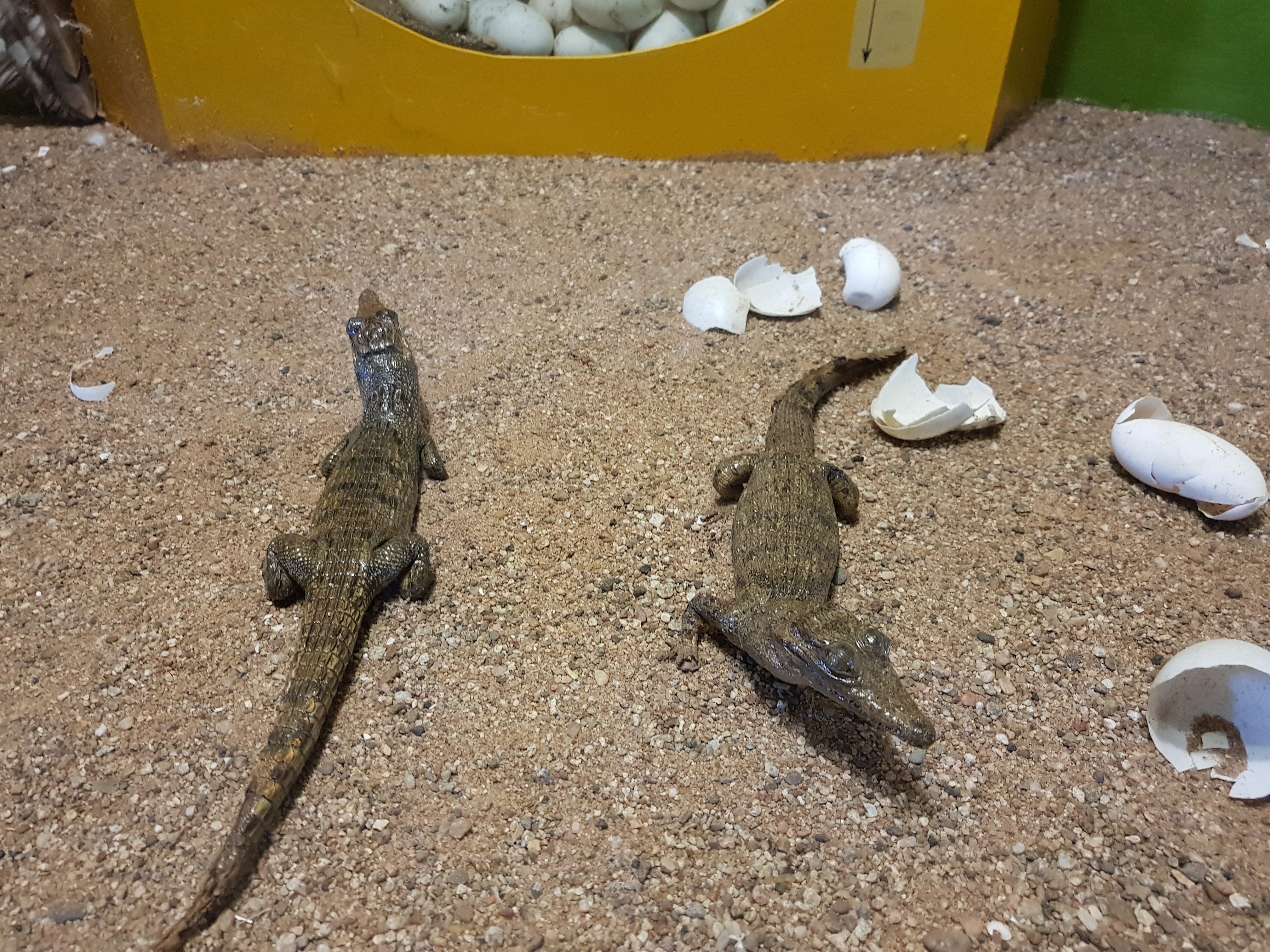
Bébés crocodiles sortant de l'œuf (Ferme aux crocodiles, chutes Victoria, Zimbabwe).

À l'époque de la reproduction, les femelles creusent un trou au bord de la rivière pour y pondre leurs œufs. Elles les recouvrent ensuite de sable et montent la garde jusqu'à l'éclosion qui a lieu une centaine de jours plus tard. Les œufs et les bébés crocodiles sont une des proies préférés des serpents. La température du nid décide si tous les bébés seront des mâles ou des femelles. En sortant de l’œuf, les petits crocodiles poussent des cris aigus. Ils percent leur coquille à l'aide d'une petite dent spécifique, qui tombera peu de temps après leur éclosion. À ce signal, la mère vient les délivrer du sable. Elle les dépose ensuite dans une poche située au fond de sa gueule et, les mâchoires à demi fermées, les descend un à un vers la rivière. 
Chez plusieurs espèces de crocodiles, un des parents s'occupe des petits pendant plusieurs mois après l'éclosion,.

### Perturbations endocriniennes
Des problèmes d'intersexuation ont plusieurs fois été signalés chez des crocodiles ou caïmans et expliqués par des perturbateurs endocriniens (pesticides ayant contaminé leur milieu par exemple).
Le premier exemple date des années 1990, quand une étude a montré que les alligators masculins du lac Apopka (en Floride) étaient contaminés par des produits chimiques féminisants qui perturbaient le système reproducteur des mâles (pénis anormalement petits, et baisse du taux de testostérone)
Le dernier cas en date vient d'être décrit en 2017 dans le parc national Palo Verde (en) au Costa Rica : les mâles de l'espèce Crocodylus acutus y sont quatre fois plus nombreux que les femelles alors que le réchauffement de cette partie du Costa Rica devrait au contraire faire pencher la balance en faveur des femelles. Les chercheurs ont montré que les animaux sont contaminés par une hormone synthétique masculinisante (17α-méthyltestosterone (en) ou MT, parfois utilisée en médecine pour des hommes carencés en testostérone et pour des femmes âgées atteintes de cancer du sein), et parfois dangereusement utilisée dans le culturisme comme produit dopant [de la musculature]). Dans le cas présent, ce produit pourrait peut-être provenir des égouts de villes périphériques et/ou de piscicultures situées en périphérie de l'aire protégée du parc ; là les pisciculteurs utilisent des aliments enrichis en cette hormone MT pour transformer les tilapia femelles en mâles qui grandissent plus vite en augmentant les profits du pisciculteur.
En 2017 les scientifiques tentent de vérifier si la MT pourrait aussi modifier le comportement des animaux (et si cela a des effets dans d'autres lieux où les crocodiles et les piscicultures coexistent, ou sur d'autres espèces aquatiques, tortues et oiseaux notamment). Cette masculinisation de la population de ces crocodiles pose des problèmes préoccupants de santé reproductive car ce parc est le bastion de cette espèce considérée comme vulnérable, mais aussi car ce type d'hormone pourrait rendre ces mâles plus agressifs. Le sexage de 474 individus sur 7 sites du parc a conclu en 2017 que 80 % des individus étaient mâles et 60 % des adultes en âge de se reproduire, taux qui était plus déséquilibré que celui de l'étude précédente (3,5 mâles par femelle). Contrairement à ce qu'on pensait, cette hormone synthétique ne se biodégrade pas assez vite dans certaines conditions de terrain, note Jeffrey McCrary, écologue à l'Université nationale autonome du Nicaragua à Managua.
Les études préalables à la mise sur le marché de cette hormone pour la nourriture animale avait conclu à l'absence de danger pour le consommateur, omettant de vérifier si l'urine, le mucus ou les excréments des poissons ou des cadavres de poissons d'élevage la diffusaient dans l'environnement à des doses actives ou si des poissons échappés d'élevage pourraient éventuellement contaminer la faune sauvage.
Les perturbateurs masculinisants (pseudo-androgènes) sont plus rares que les féminisants.
L'acétate de trenbolone qui est un stéroïde synthétique utilisé pour doper la croissance du bétail avait déjà été pointé et jugé préoccupant : il réduit la fertilité de petits poissons cyprinidés (et en laboratoire transforme le poisson zèbre féminin en mâle, tout en induisant d'autres effets masculinisants).
Mais le MT n'avait pas encore été repéré comme perturbateur endocrinien environnemental selon l'endocrinologue et toxicologue Christopher Martyniuk (de l'université de Floride).

## Taxinomie

### Espèces actuelles
- Genre Crocodylus Laurenti, 1768 :
  - Crocodylus acutus Cuvier, 1807 — Crocodile américain.
  - Crocodylus halli (en) Murray, Russo, Zorrilla & McMahan, 2019.
  - Crocodylus intermedius Graves, 1819 — Crocodile de l'Orénoque.
  - Crocodylus johnstoni Krefft, 1873 — Crocodile de Johnston.
  - Crocodylus mindorensis Schmidt, 1935 — Crocodile des Philippines.
  - Crocodylus moreletii Duméril and Bibron, 1851 — Crocodile de Morelet ou Crocodile d'Amérique centrale.
  - Crocodylus niloticus Laurenti, 1768 — Crocodile du Nil.
  - Crocodylus novaeguineae Schmidt, 1928 — Crocodile de Nouvelle-Guinée.
  - Crocodylus palustris Lesson, 1831 — Crocodile des marais.
  - Crocodylus porosus Schneider, 1801 — Crocodile marin.
  - Crocodylus rhombifer Cuvier, 1807 — Crocodile de Cuba.
  - Crocodylus siamensis Schneider, 1801 — Crocodile du Siam.
  - Crocodylus suchus Geoffroy, 1807 — Crocodile d'Afrique de l'ouest ou Crocodile du désert.
- Genre Mecistops Gray, 1844 :
  - Mecistops cataphractus Cuvier, 1825 — Faux-gavial d'Afrique ou Crocodile à nuque cuirassée.
  - Mecistops leptorhynchus Bennett, 1835.
- Genre Osteolaemus Cope, 1861 :
  - Osteolaemus tetraspis Cope, 1861 — Crocodile nain ou Crocodile à front large.

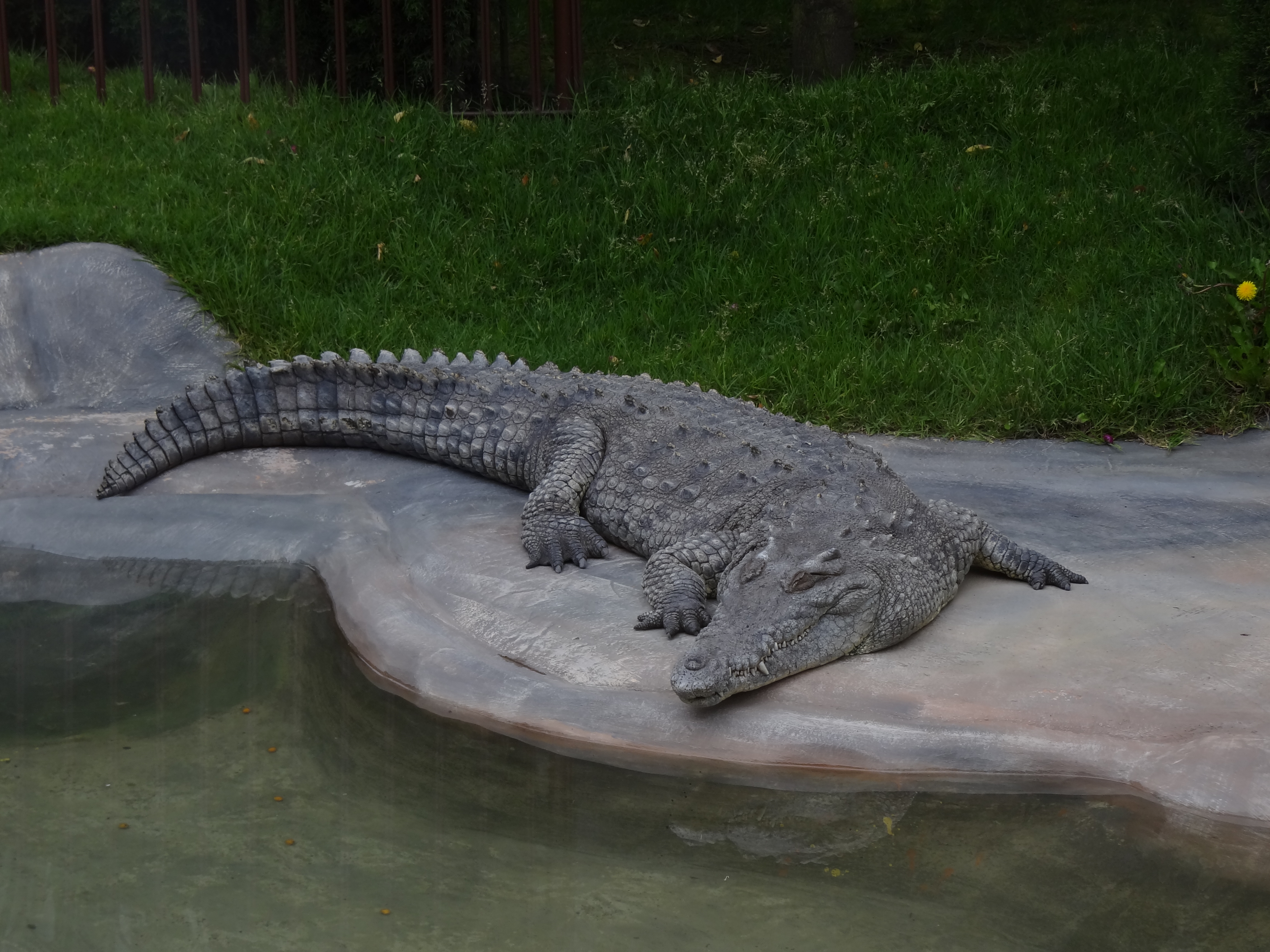
Crocodile américain.
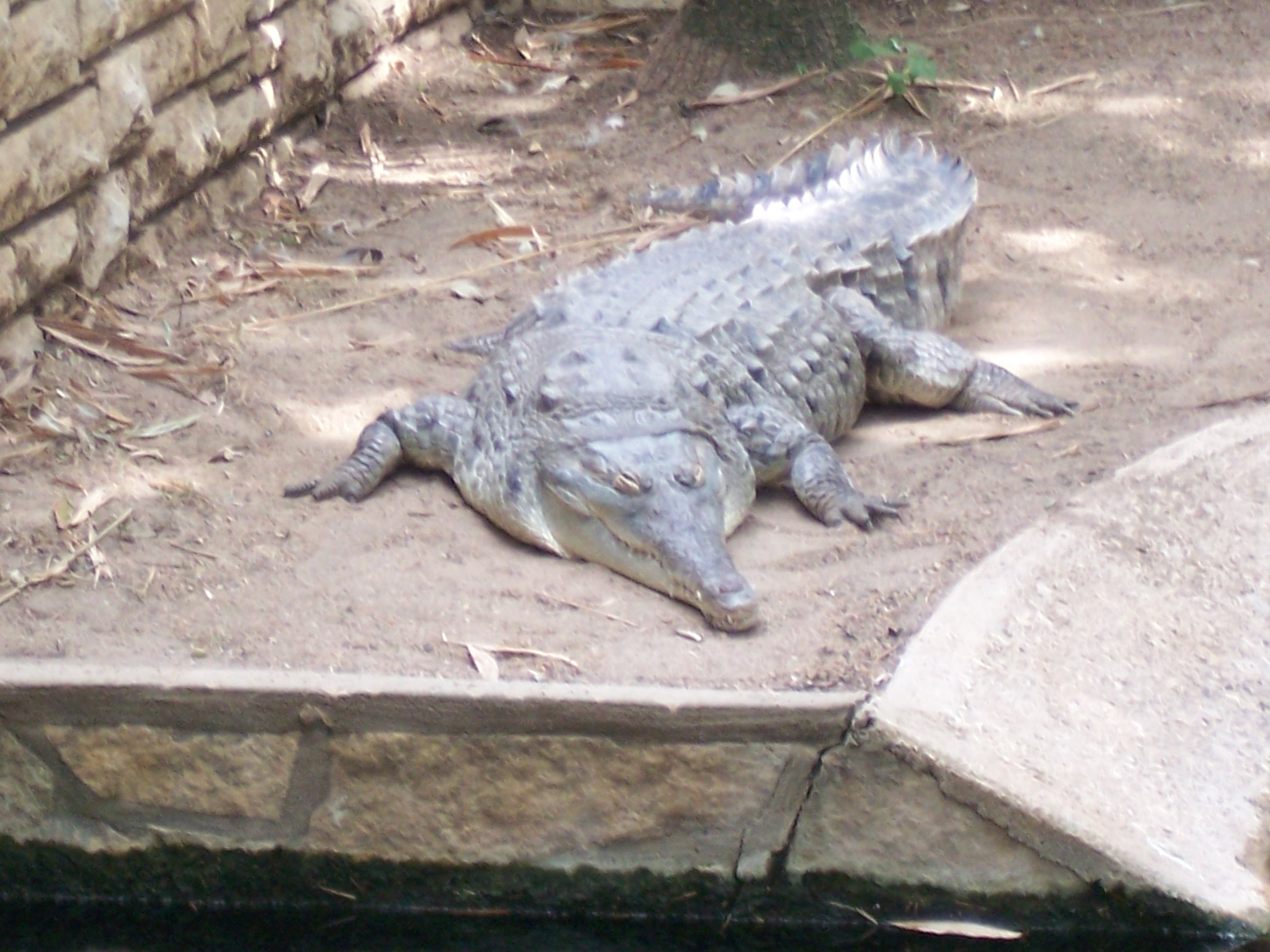
Crocodile de l'Orénoque.
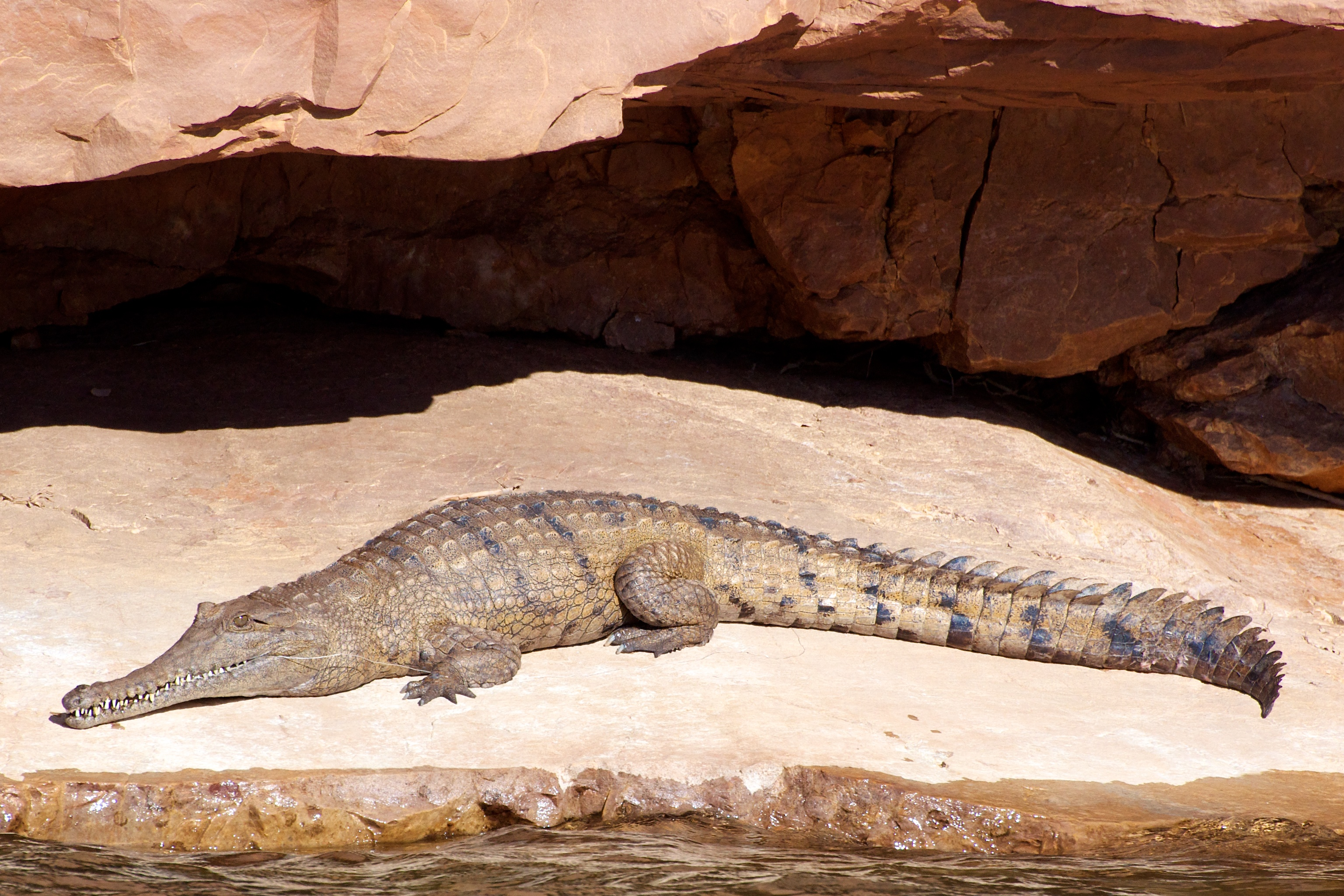
Crocodile de Johnston.
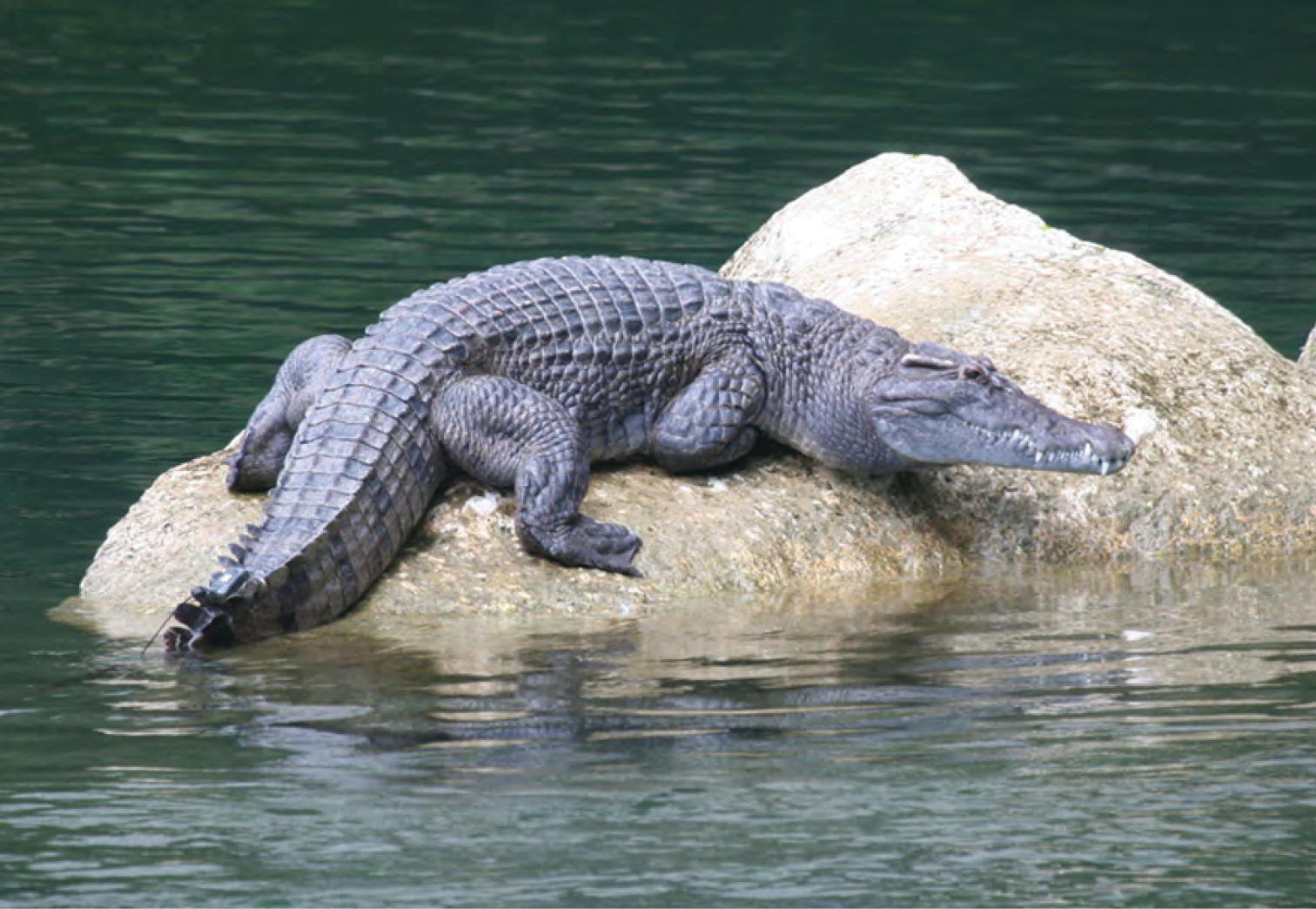
Crocodile des Philippines.
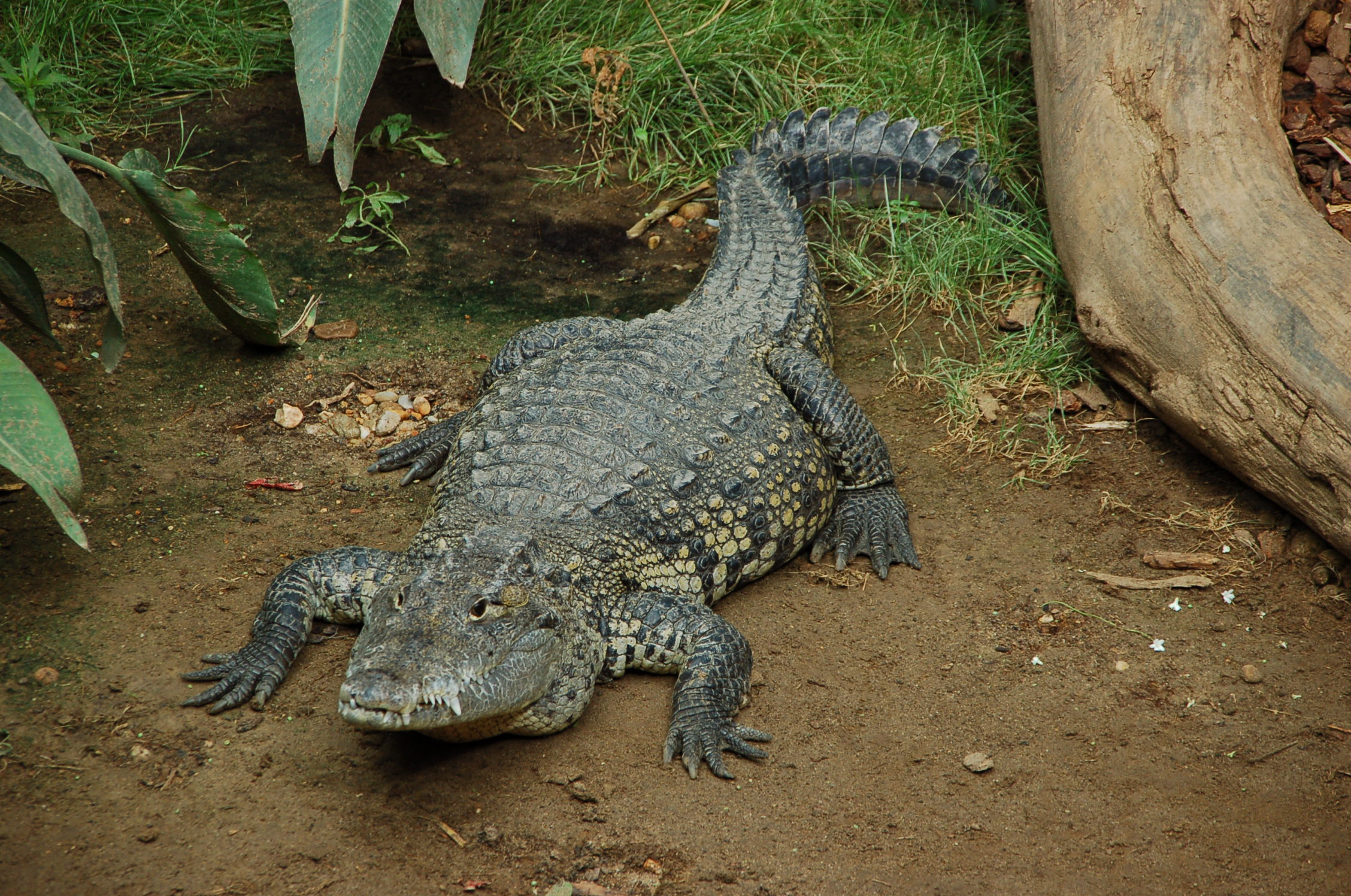
Crocodile de Morelet.
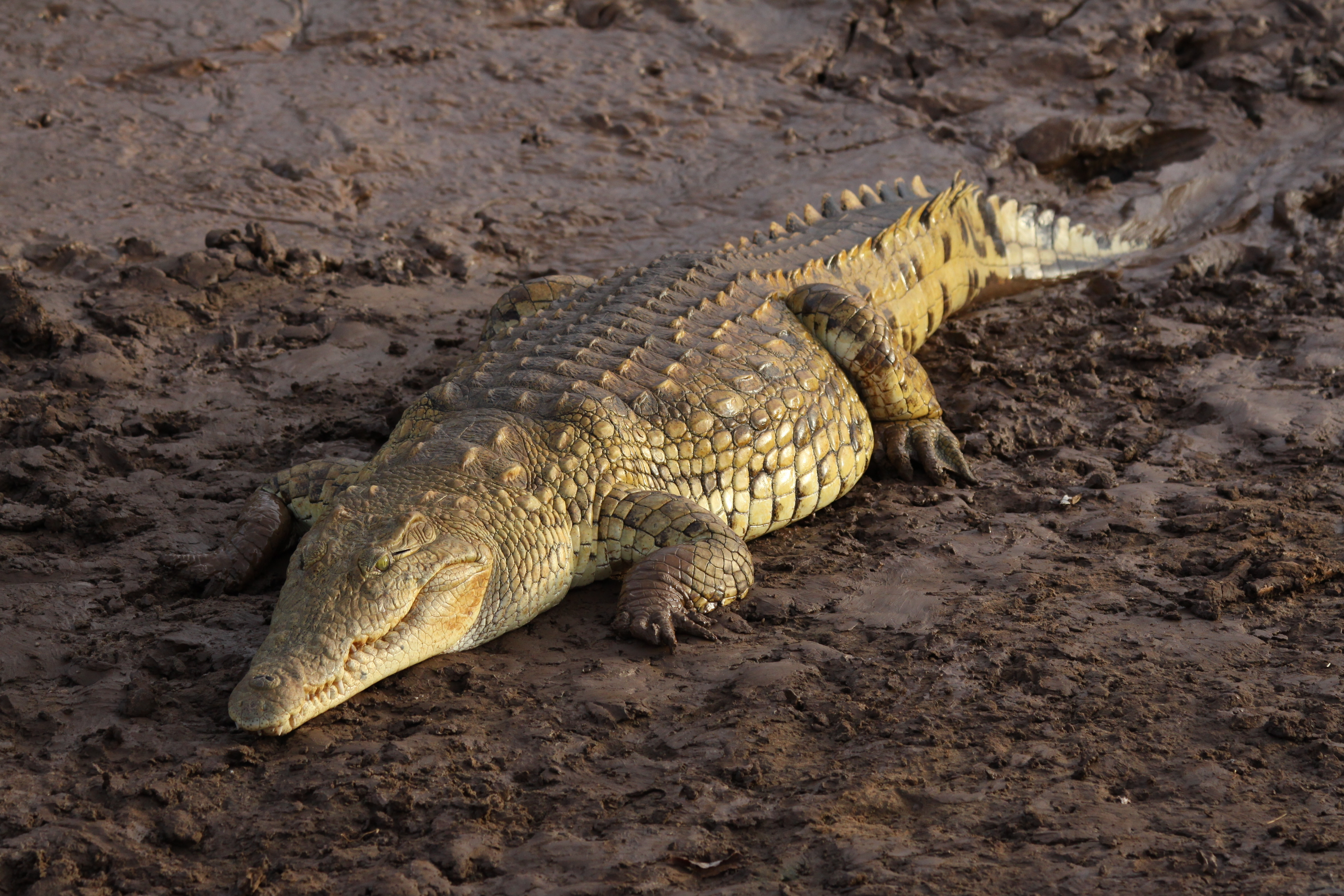
Crocodile du Nil.
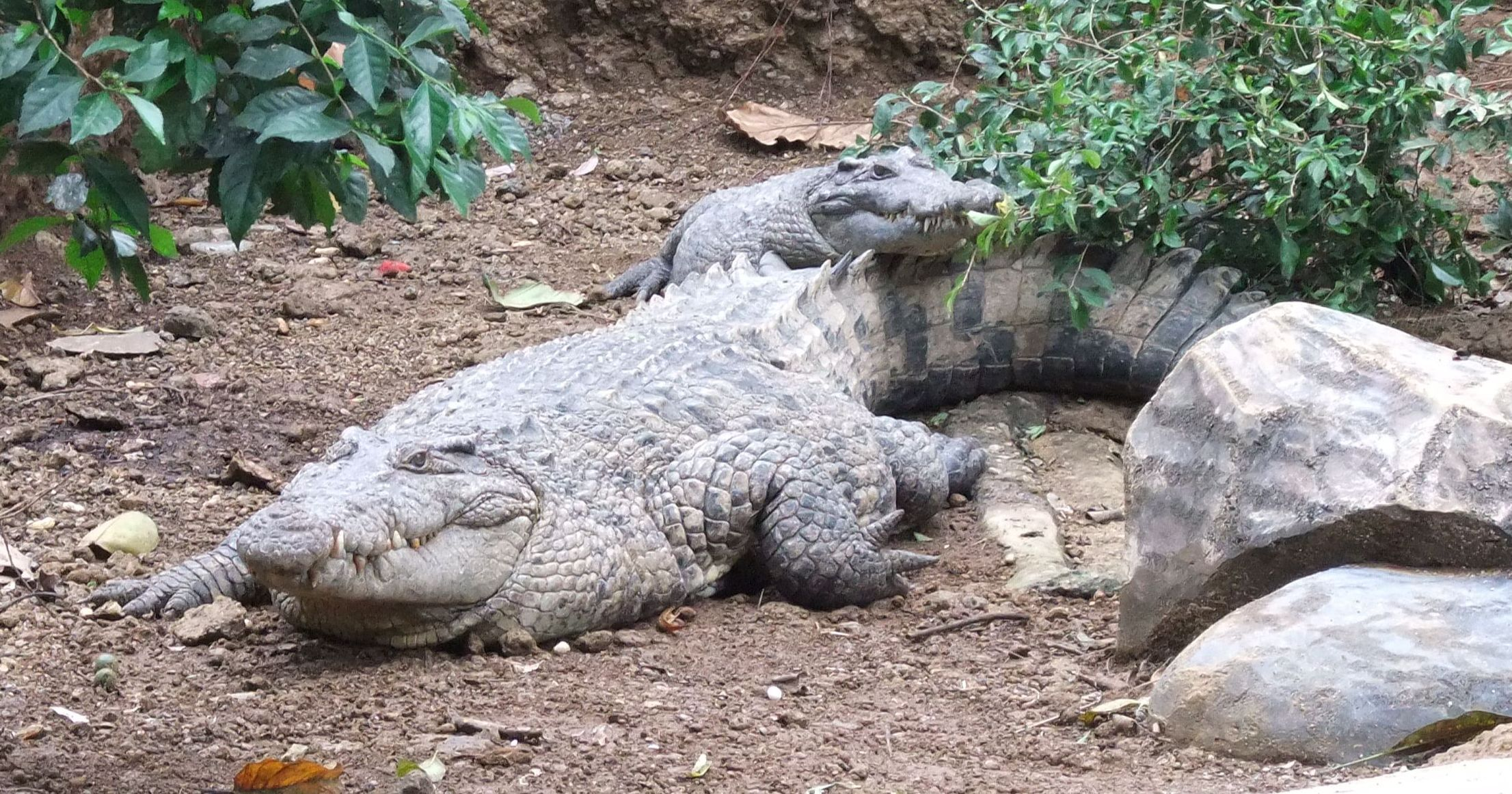
Crocodile de Nouvelle-Guinée.
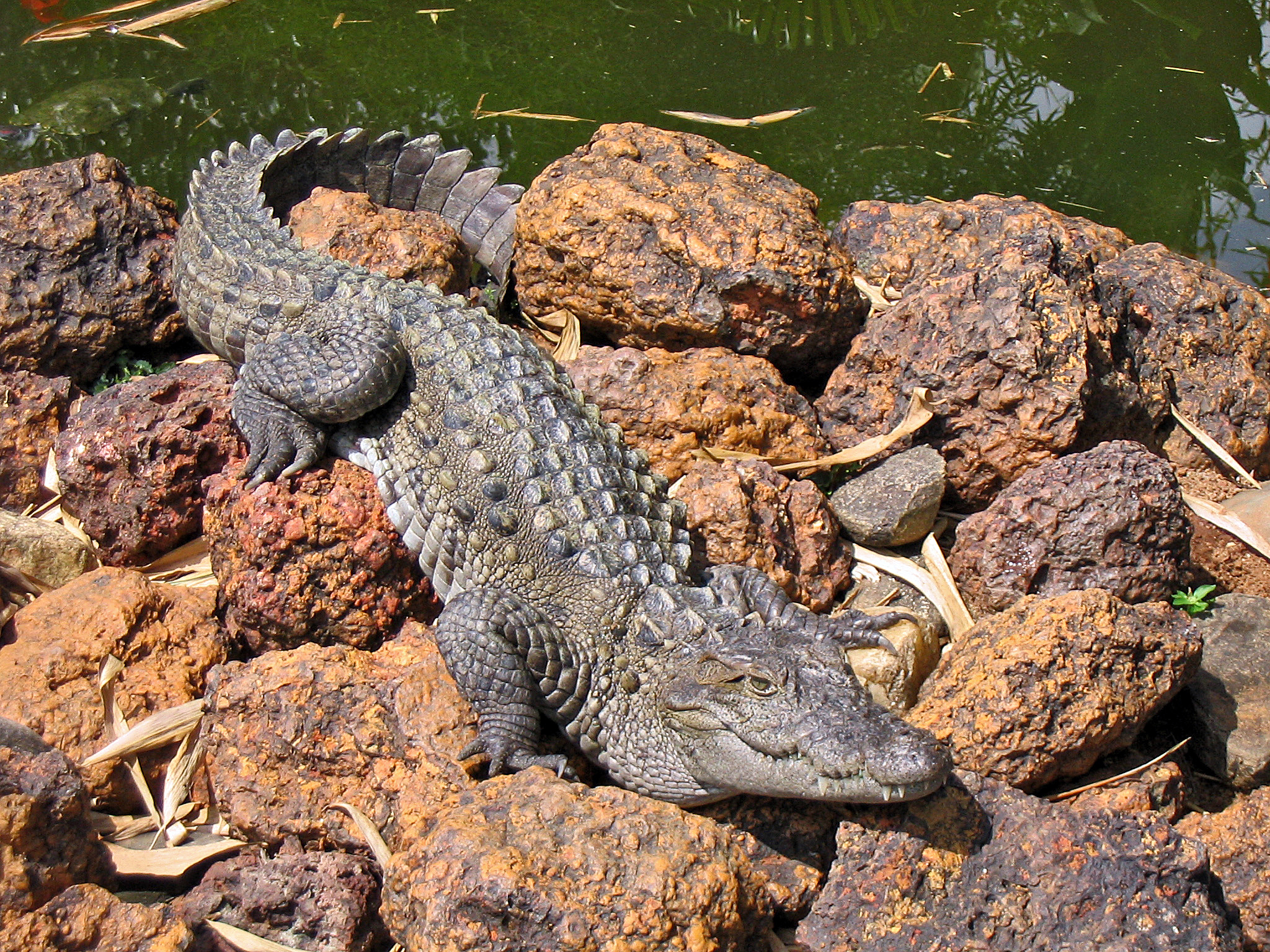
Crocodile des marais.
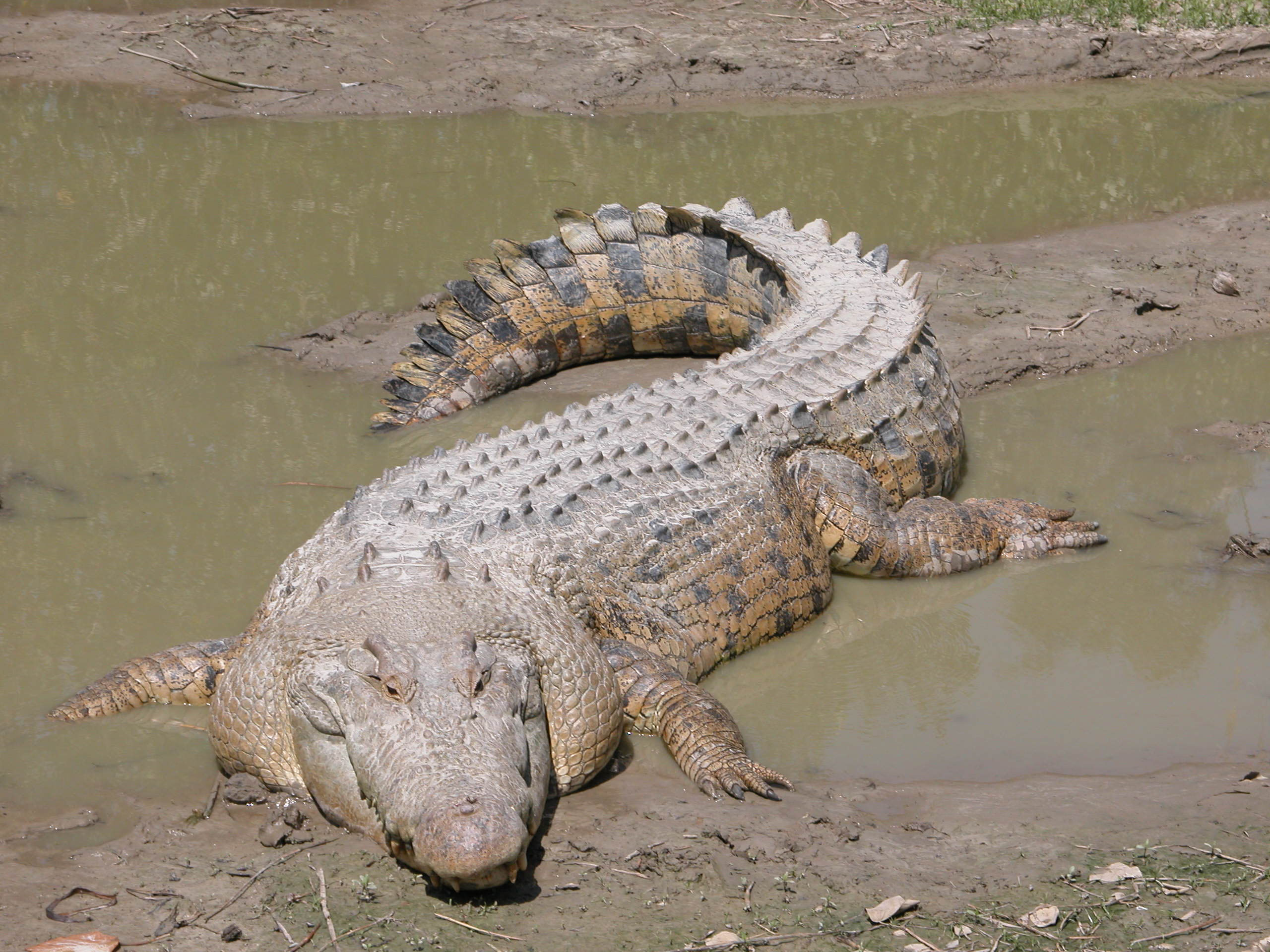
Crocodile marin.
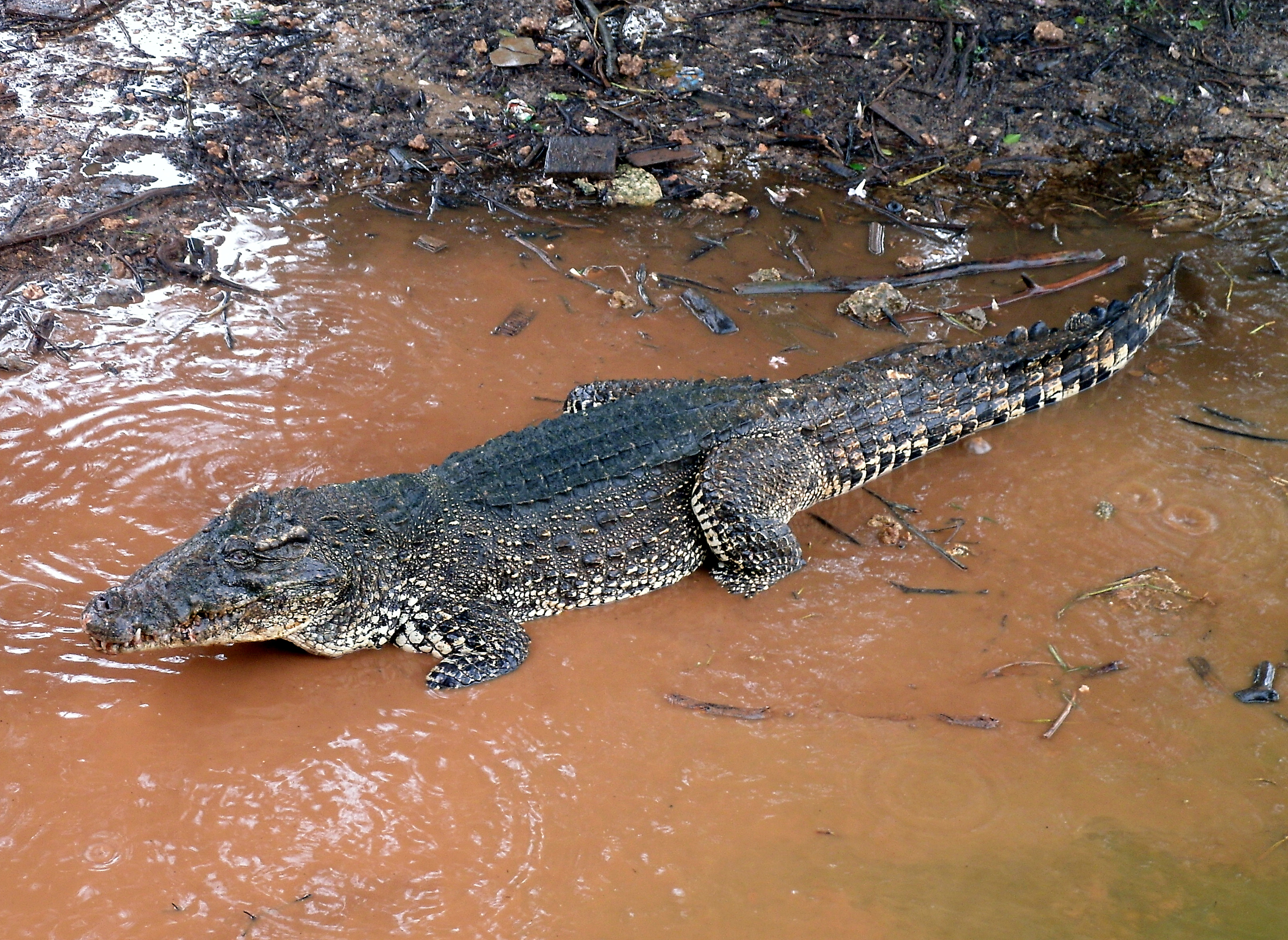
Crocodile de Cuba.
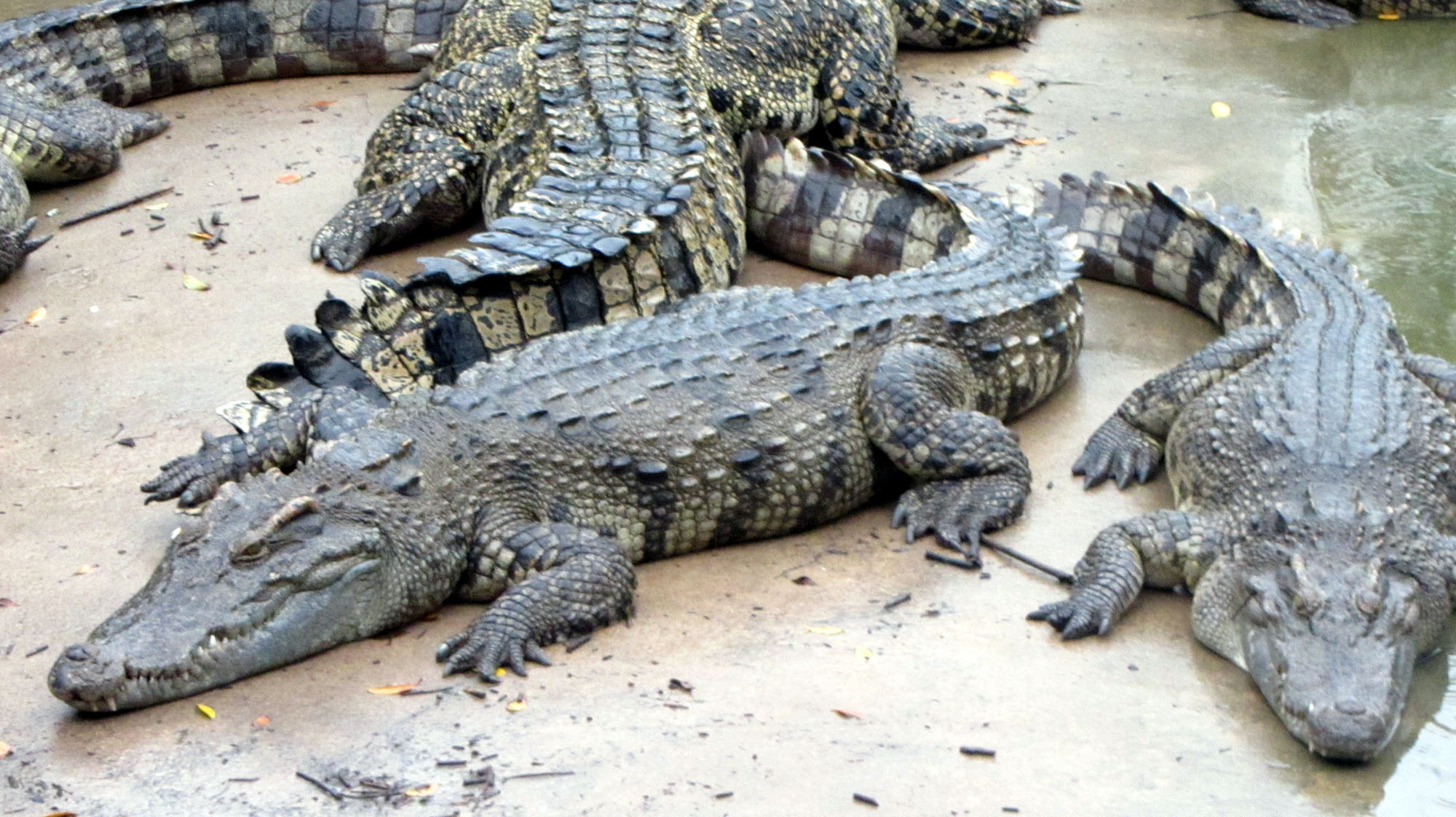
Crocodile du Siam.
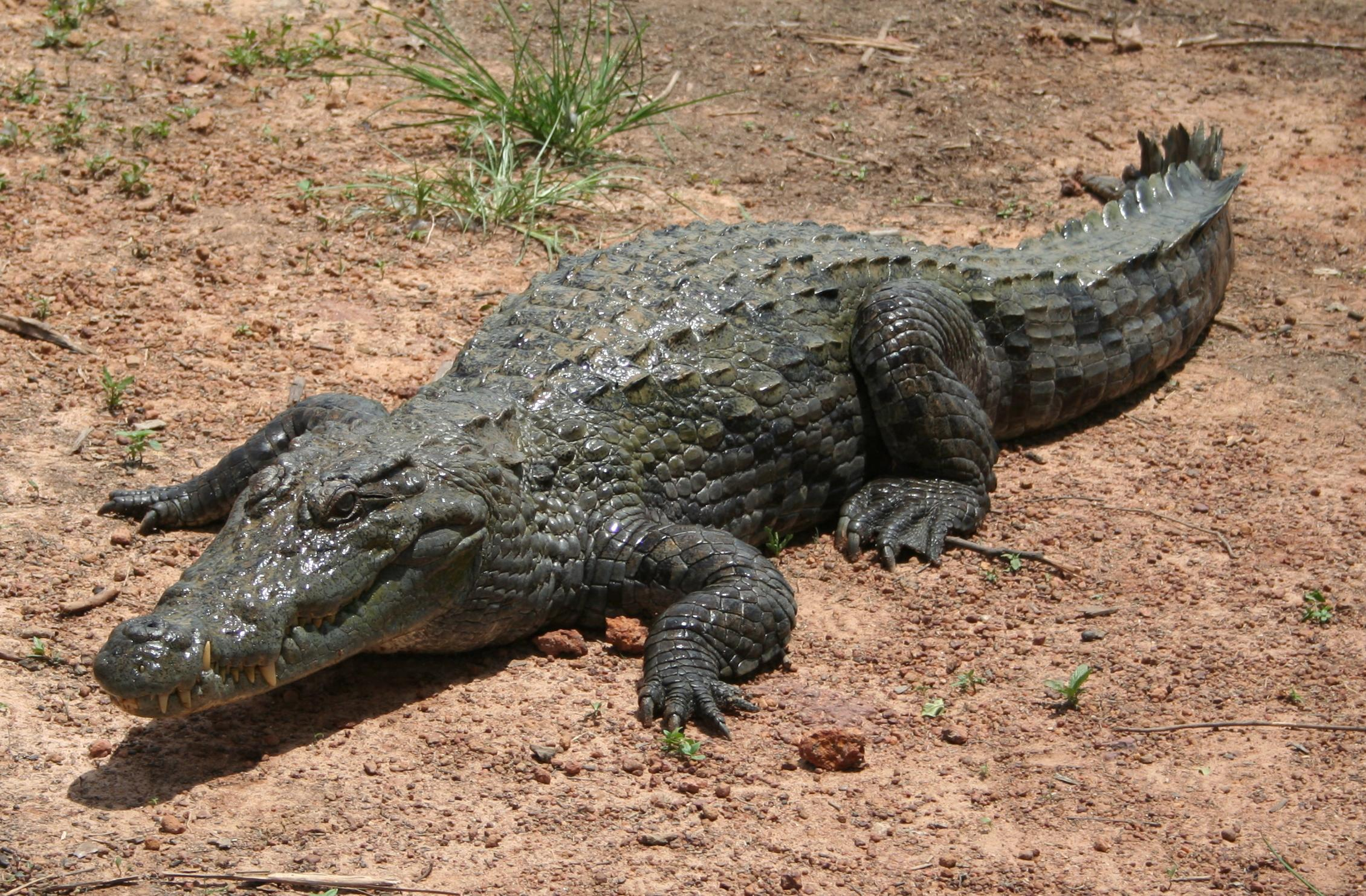
Crocodylus suchus.
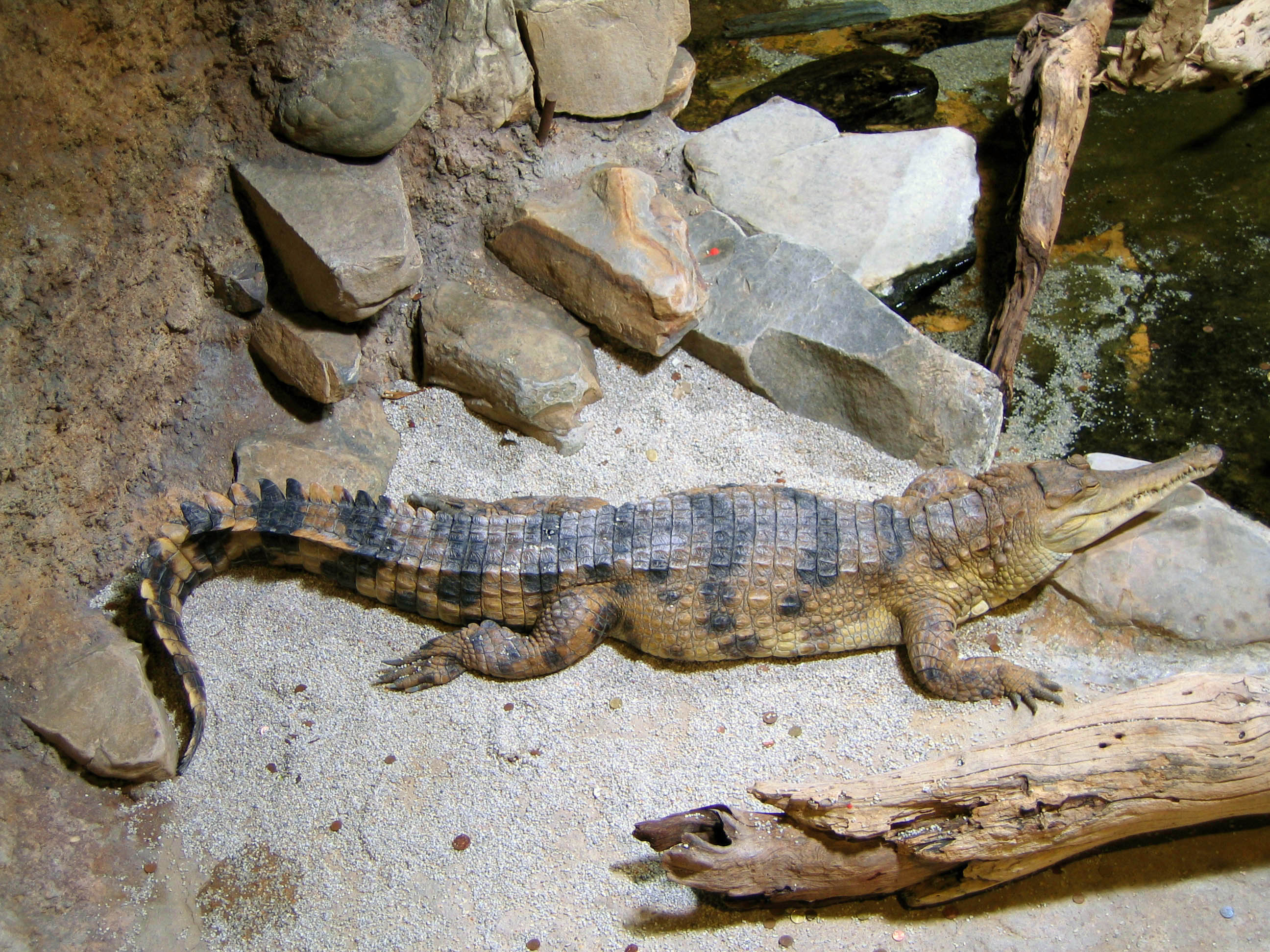
Faux-gavial d'Afrique.
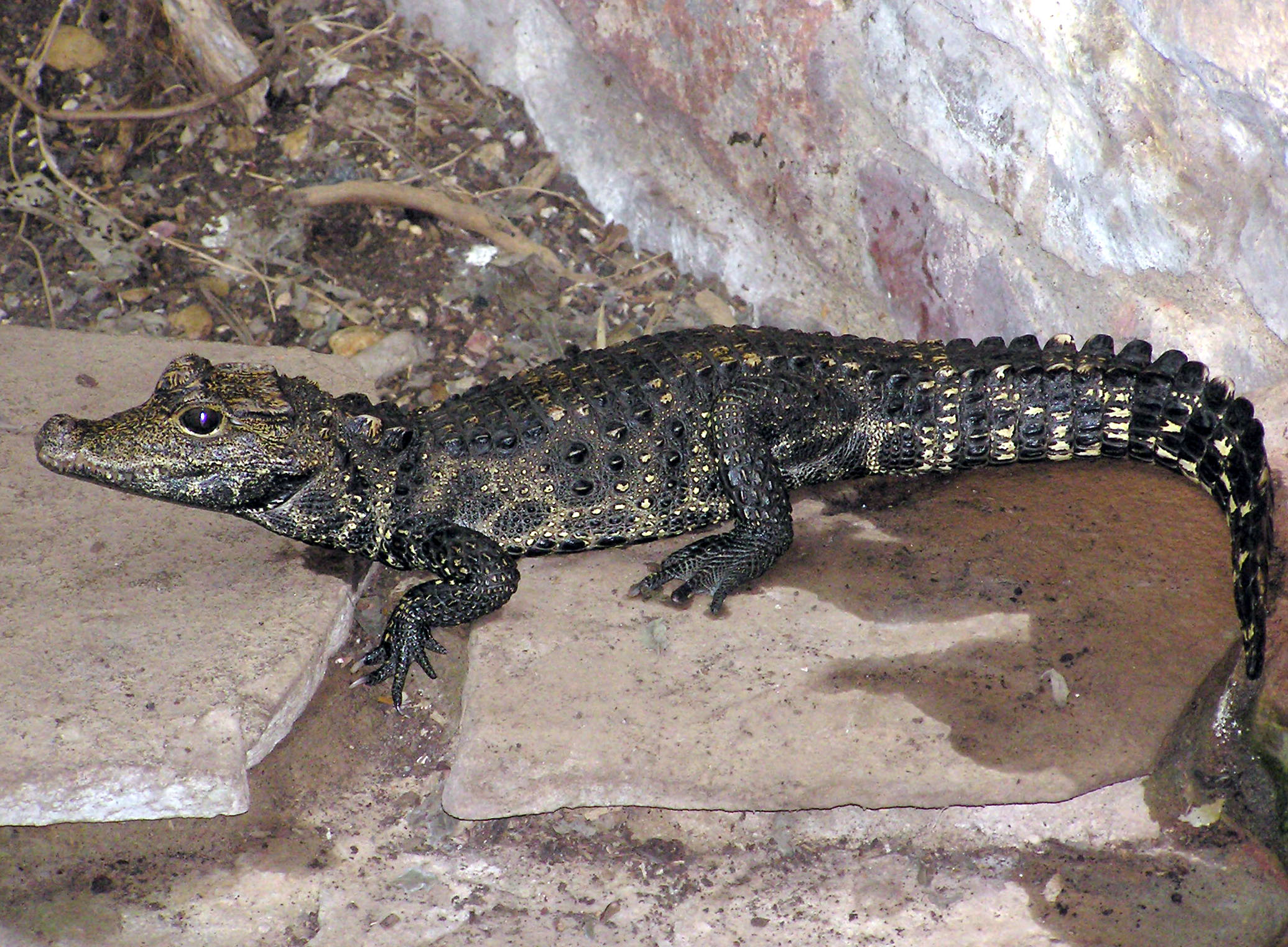
Crocodile nain.
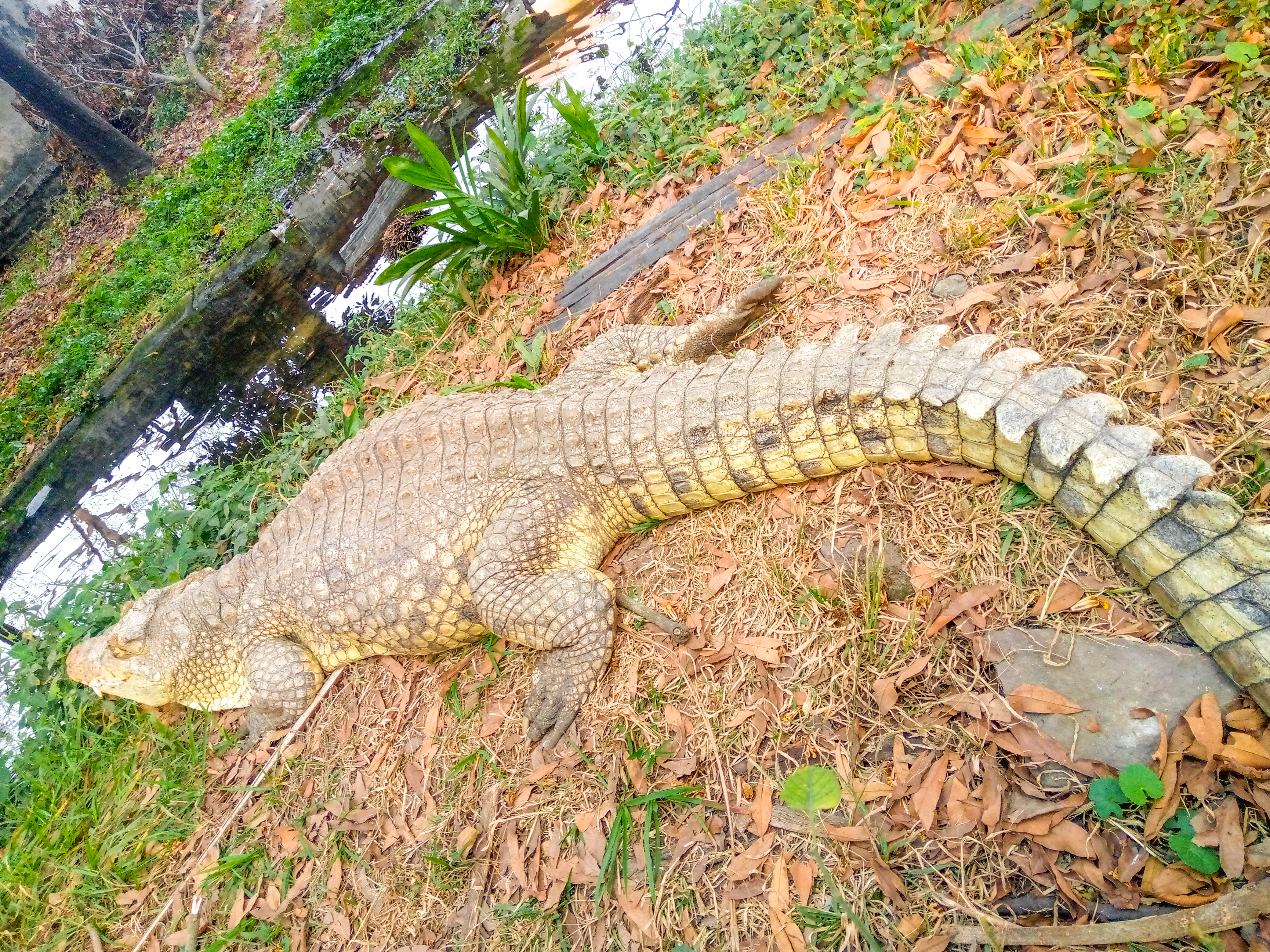
Crocodile du Nil dans le Jardin zoologique de Kinshasa
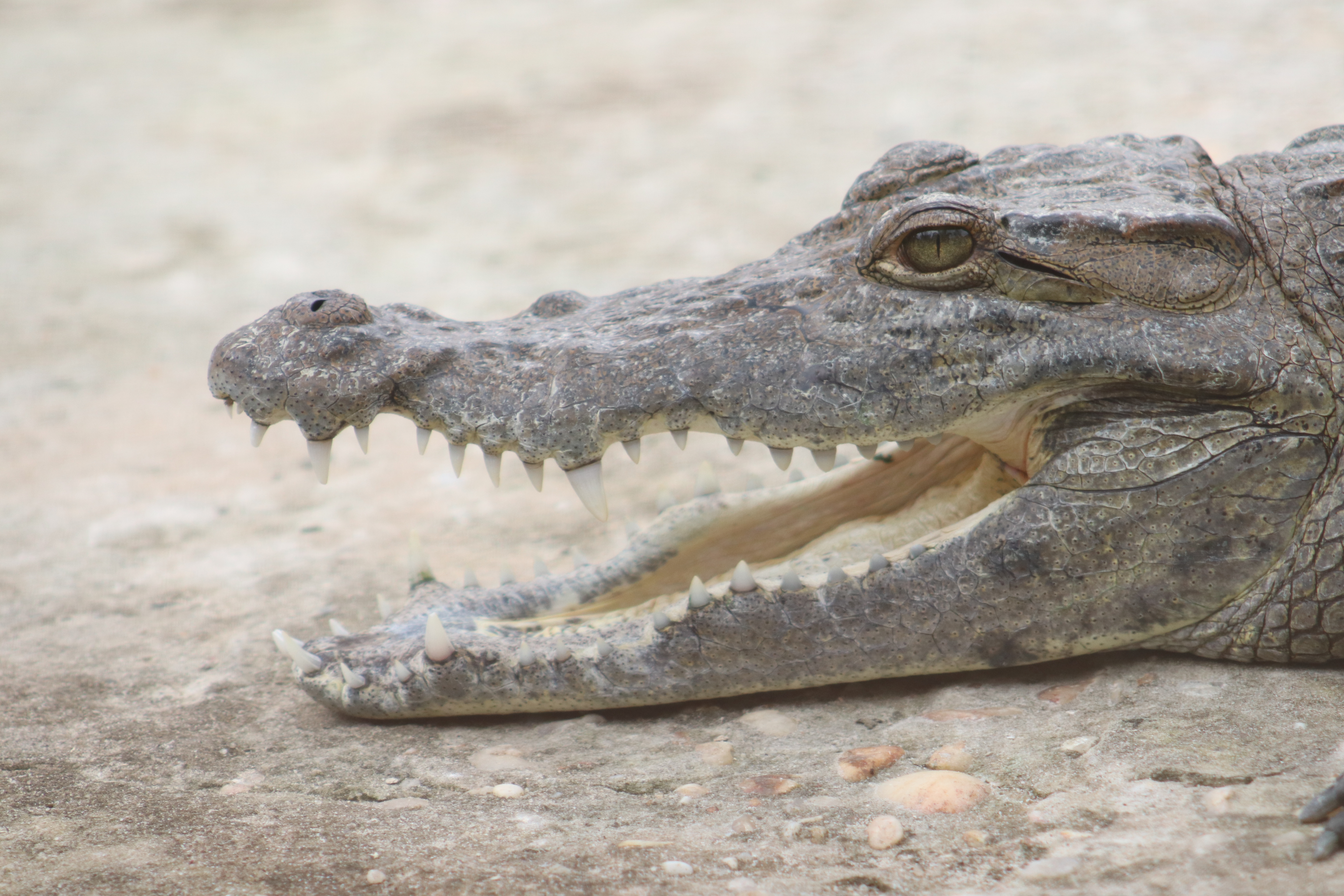
Un crocodile dans le jardin botanique Jakeville à Tori au Bénin. Juillet 2022.

### Genres fossiles
D'après Paleobiology Database (mai 2014)
- †Aigialosuchus Persson, 1960

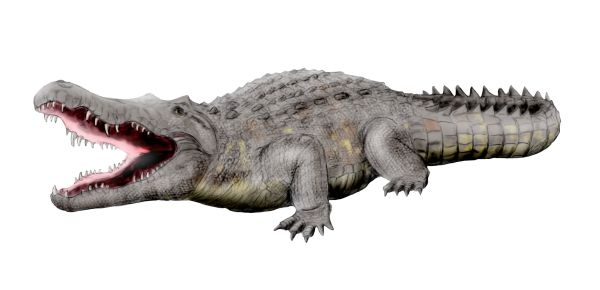
Crocodylus anthropophagus (espèce éteinte).

- †Australosuchus Willis and Molnar, 1991
- †Euthecodon Fourtau, 1920
- †Tadzhikosuchus Efimov, 1982
- †Rimasuchus Storrs, 2003
- †Voay Brochu, 2007

## Répartition

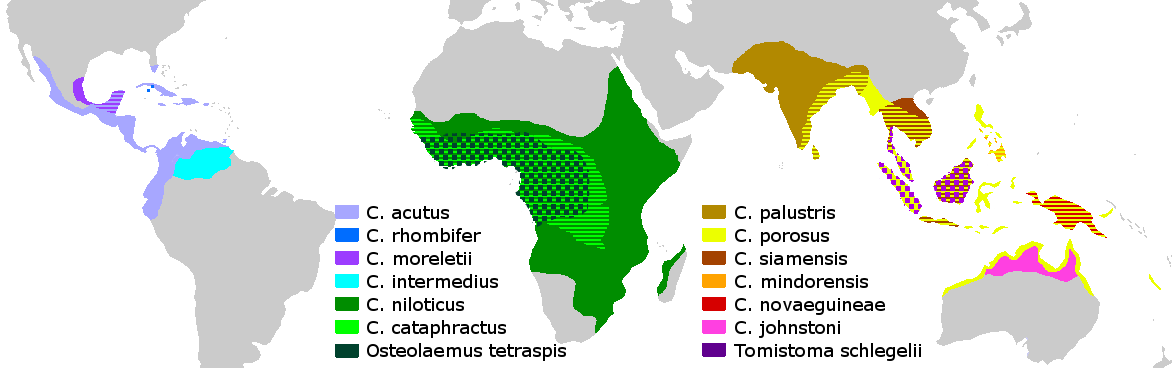
Distribution des crocodiles par espèces.

Les crocodiles se rencontrent dans les régions tropicales humides.

## Phylogénie
Cladogramme d'après Brochu et Storrs (2012) :
|  | †"Crocodylus" pigotti                                                           |
|  |                                                                                 |
|  | †"Crocodylus" gariepensis                                                       |
|  |                                                                                 |
|  | \| \| †Euthecodon arambourgii \| \| \| \| \| \| †Euthecodon brumpti \| \| \| \| |
|  |                                                                                 |
|  | †Euthecodon arambourgii                                                         |
|  |                                                                                 |
|  | †Euthecodon brumpti                                                             |
|  |                                                                                 |

|  | †Euthecodon arambourgii |
|  |                         |
|  | †Euthecodon brumpti     |
|  |                         |

|  | †Rimasuchus lloydi                                                                        |
|  |                                                                                           |
|  | \| \| †Voay robustus \| \| \| \| \| \| Osteolaemus tetraspis - Crocodile nain \| \| \| \| |
|  |                                                                                           |
|  | †Voay robustus                                                                            |
|  |                                                                                           |
|  | Osteolaemus tetraspis - Crocodile nain                                                    |
|  |                                                                                           |

|  | †Voay robustus                         |
|  |                                        |
|  | Osteolaemus tetraspis - Crocodile nain |
|  |                                        |

|  | †Crocodylus anthropophagus  |
|  |                             |
|  | †Crocodylus thorbjarnarsoni |
|  |                             |

|  | Crocodylus porosus - Crocodile marin                                                                          |
|  | |
|  | Crocodylus johnsoni - Crocodile de Johnston                                                                   |
|  | |
|  | Crocodylus mindorensis - Crocodile des Philippines                                                            |
|  | |
|  | \| \| Crocodylus novaeguineae - Crocodile de Nouvelle-Guinée \| \| \| \| \| \| Crocodylus raninus \| \| \| \| |
|  | |
|  | Crocodylus novaeguineae - Crocodile de Nouvelle-Guinée                                                        |
|  | |
|  | Crocodylus raninus                                                                                            |
|  | |

|  | Crocodylus novaeguineae - Crocodile de Nouvelle-Guinée |
|  |                                                        |
|  | Crocodylus raninus                                     |
|  |                                                        |

|  | Crocodylus porosus - Crocodile marin                                                                          |
|  | |
|  | Crocodylus johnsoni - Crocodile de Johnston                                                                   |
|  | |
|  | Crocodylus mindorensis - Crocodile des Philippines                                                            |
|  | |
|  | \| \| Crocodylus novaeguineae - Crocodile de Nouvelle-Guinée \| \| \| \| \| \| Crocodylus raninus \| \| \| \| |
|  | |
|  | Crocodylus novaeguineae - Crocodile de Nouvelle-Guinée                                                        |
|  | |
|  | Crocodylus raninus                                                                                            |
|  | |

|  | Crocodylus novaeguineae - Crocodile de Nouvelle-Guinée |
|  |                                                        |
|  | Crocodylus raninus                                     |
|  |                                                        |

|  | Crocodylus porosus - Crocodile marin                                                                          |
|  | |
|  | Crocodylus johnsoni - Crocodile de Johnston                                                                   |
|  | |
|  | Crocodylus mindorensis - Crocodile des Philippines                                                            |
|  | |
|  | \| \| Crocodylus novaeguineae - Crocodile de Nouvelle-Guinée \| \| \| \| \| \| Crocodylus raninus \| \| \| \| |
|  | |
|  | Crocodylus novaeguineae - Crocodile de Nouvelle-Guinée                                                        |
|  | |
|  | Crocodylus raninus                                                                                            |
|  | |

|  | Crocodylus novaeguineae - Crocodile de Nouvelle-Guinée |
|  |                                                        |
|  | Crocodylus raninus                                     |
|  |                                                        |

|  | Crocodylus porosus - Crocodile marin                                                                          |
|  | |
|  | Crocodylus johnsoni - Crocodile de Johnston                                                                   |
|  | |
|  | Crocodylus mindorensis - Crocodile des Philippines                                                            |
|  | |
|  | \| \| Crocodylus novaeguineae - Crocodile de Nouvelle-Guinée \| \| \| \| \| \| Crocodylus raninus \| \| \| \| |
|  | |
|  | Crocodylus novaeguineae - Crocodile de Nouvelle-Guinée                                                        |
|  | |
|  | Crocodylus raninus                                                                                            |
|  | |

|  | Crocodylus novaeguineae - Crocodile de Nouvelle-Guinée |
|  |                                                        |
|  | Crocodylus raninus                                     |
|  |                                                        |

|  | Crocodylus acutus - Crocodile américain              |
|  |                                                      |
|  | Crocodylus intermedius - Crocodile de l'Orénoque     |
|  |                                                      |
|  | Crocodylus rhombifer - Crocodile de Cuba             |
|  |                                                      |
|  | Crocodylus moreletii - Crocodile d'Amérique centrale |
|  |                                                      |

|  | †Crocodylus anthropophagus  |
|  |                             |
|  | †Crocodylus thorbjarnarsoni |
|  |                             |

|  | Crocodylus porosus - Crocodile marin                                                                          |
|  | |
|  | Crocodylus johnsoni - Crocodile de Johnston                                                                   |
|  | |
|  | Crocodylus mindorensis - Crocodile des Philippines                                                            |
|  | |
|  | \| \| Crocodylus novaeguineae - Crocodile de Nouvelle-Guinée \| \| \| \| \| \| Crocodylus raninus \| \| \| \| |
|  | |
|  | Crocodylus novaeguineae - Crocodile de Nouvelle-Guinée                                                        |
|  | |
|  | Crocodylus raninus                                                                                            |
|  | |

|  | Crocodylus novaeguineae - Crocodile de Nouvelle-Guinée |
|  |                                                        |
|  | Crocodylus raninus                                     |
|  |                                                        |

|  | Crocodylus porosus - Crocodile marin                                                                          |
|  | |
|  | Crocodylus johnsoni - Crocodile de Johnston                                                                   |
|  | |
|  | Crocodylus mindorensis - Crocodile des Philippines                                                            |
|  | |
|  | \| \| Crocodylus novaeguineae - Crocodile de Nouvelle-Guinée \| \| \| \| \| \| Crocodylus raninus \| \| \| \| |
|  | |
|  | Crocodylus novaeguineae - Crocodile de Nouvelle-Guinée                                                        |
|  | |
|  | Crocodylus raninus                                                                                            |
|  | |

|  | Crocodylus novaeguineae - Crocodile de Nouvelle-Guinée |
|  |                                                        |
|  | Crocodylus raninus                                     |
|  |                                                        |

|  | Crocodylus porosus - Crocodile marin                                                                          |
|  | |
|  | Crocodylus johnsoni - Crocodile de Johnston                                                                   |
|  | |
|  | Crocodylus mindorensis - Crocodile des Philippines                                                            |
|  | |
|  | \| \| Crocodylus novaeguineae - Crocodile de Nouvelle-Guinée \| \| \| \| \| \| Crocodylus raninus \| \| \| \| |
|  | |
|  | Crocodylus novaeguineae - Crocodile de Nouvelle-Guinée                                                        |
|  | |
|  | Crocodylus raninus                                                                                            |
|  | |

|  | Crocodylus novaeguineae - Crocodile de Nouvelle-Guinée |
|  |                                                        |
|  | Crocodylus raninus                                     |
|  |                                                        |

|  | Crocodylus porosus - Crocodile marin                                                                          |
|  | |
|  | Crocodylus johnsoni - Crocodile de Johnston                                                                   |
|  | |
|  | Crocodylus mindorensis - Crocodile des Philippines                                                            |
|  | |
|  | \| \| Crocodylus novaeguineae - Crocodile de Nouvelle-Guinée \| \| \| \| \| \| Crocodylus raninus \| \| \| \| |
|  | |
|  | Crocodylus novaeguineae - Crocodile de Nouvelle-Guinée                                                        |
|  | |
|  | Crocodylus raninus                                                                                            |
|  | |

|  | Crocodylus novaeguineae - Crocodile de Nouvelle-Guinée |
|  |                                                        |
|  | Crocodylus raninus                                     |
|  |                                                        |

|  | Crocodylus acutus - Crocodile américain              |
|  |                                                      |
|  | Crocodylus intermedius - Crocodile de l'Orénoque     |
|  |                                                      |
|  | Crocodylus rhombifer - Crocodile de Cuba             |
|  |                                                      |
|  | Crocodylus moreletii - Crocodile d'Amérique centrale |
|  |                                                      |

|  | †Crocodylus anthropophagus  |
|  |                             |
|  | †Crocodylus thorbjarnarsoni |
|  |                             |

|  | Crocodylus porosus - Crocodile marin                                                                          |
|  | |
|  | Crocodylus johnsoni - Crocodile de Johnston                                                                   |
|  | |
|  | Crocodylus mindorensis - Crocodile des Philippines                                                            |
|  | |
|  | \| \| Crocodylus novaeguineae - Crocodile de Nouvelle-Guinée \| \| \| \| \| \| Crocodylus raninus \| \| \| \| |
|  | |
|  | Crocodylus novaeguineae - Crocodile de Nouvelle-Guinée                                                        |
|  | |
|  | Crocodylus raninus                                                                                            |
|  | |

|  | Crocodylus novaeguineae - Crocodile de Nouvelle-Guinée |
|  |                                                        |
|  | Crocodylus raninus                                     |
|  |                                                        |

|  | Crocodylus porosus - Crocodile marin                                                                          |
|  | |
|  | Crocodylus johnsoni - Crocodile de Johnston                                                                   |
|  | |
|  | Crocodylus mindorensis - Crocodile des Philippines                                                            |
|  | |
|  | \| \| Crocodylus novaeguineae - Crocodile de Nouvelle-Guinée \| \| \| \| \| \| Crocodylus raninus \| \| \| \| |
|  | |
|  | Crocodylus novaeguineae - Crocodile de Nouvelle-Guinée                                                        |
|  | |
|  | Crocodylus raninus                                                                                            |
|  | |

|  | Crocodylus novaeguineae - Crocodile de Nouvelle-Guinée |
|  |                                                        |
|  | Crocodylus raninus                                     |
|  |                                                        |

|  | Crocodylus porosus - Crocodile marin                                                                          |
|  | |
|  | Crocodylus johnsoni - Crocodile de Johnston                                                                   |
|  | |
|  | Crocodylus mindorensis - Crocodile des Philippines                                                            |
|  | |
|  | \| \| Crocodylus novaeguineae - Crocodile de Nouvelle-Guinée \| \| \| \| \| \| Crocodylus raninus \| \| \| \| |
|  | |
|  | Crocodylus novaeguineae - Crocodile de Nouvelle-Guinée                                                        |
|  | |
|  | Crocodylus raninus                                                                                            |
|  | |

|  | Crocodylus novaeguineae - Crocodile de Nouvelle-Guinée |
|  |                                                        |
|  | Crocodylus raninus                                     |
|  |                                                        |

|  | Crocodylus porosus - Crocodile marin                                                                          |
|  | |
|  | Crocodylus johnsoni - Crocodile de Johnston                                                                   |
|  | |
|  | Crocodylus mindorensis - Crocodile des Philippines                                                            |
|  | |
|  | \| \| Crocodylus novaeguineae - Crocodile de Nouvelle-Guinée \| \| \| \| \| \| Crocodylus raninus \| \| \| \| |
|  | |
|  | Crocodylus novaeguineae - Crocodile de Nouvelle-Guinée                                                        |
|  | |
|  | Crocodylus raninus                                                                                            |
|  | |

|  | Crocodylus novaeguineae - Crocodile de Nouvelle-Guinée |
|  |                                                        |
|  | Crocodylus raninus                                     |
|  |                                                        |

|  | Crocodylus acutus - Crocodile américain              |
|  |                                                      |
|  | Crocodylus intermedius - Crocodile de l'Orénoque     |
|  |                                                      |
|  | Crocodylus rhombifer - Crocodile de Cuba             |
|  |                                                      |
|  | Crocodylus moreletii - Crocodile d'Amérique centrale |
|  |                                                      |

|  | †Crocodylus anthropophagus  |
|  |                             |
|  | †Crocodylus thorbjarnarsoni |
|  |                             |

|  | Crocodylus porosus - Crocodile marin                                                                          |
|  | |
|  | Crocodylus johnsoni - Crocodile de Johnston                                                                   |
|  | |
|  | Crocodylus mindorensis - Crocodile des Philippines                                                            |
|  | |
|  | \| \| Crocodylus novaeguineae - Crocodile de Nouvelle-Guinée \| \| \| \| \| \| Crocodylus raninus \| \| \| \| |
|  | |
|  | Crocodylus novaeguineae - Crocodile de Nouvelle-Guinée                                                        |
|  | |
|  | Crocodylus raninus                                                                                            |
|  | |

|  | Crocodylus novaeguineae - Crocodile de Nouvelle-Guinée |
|  |                                                        |
|  | Crocodylus raninus                                     |
|  |                                                        |

|  | Crocodylus porosus - Crocodile marin                                                                          |
|  | |
|  | Crocodylus johnsoni - Crocodile de Johnston                                                                   |
|  | |
|  | Crocodylus mindorensis - Crocodile des Philippines                                                            |
|  | |
|  | \| \| Crocodylus novaeguineae - Crocodile de Nouvelle-Guinée \| \| \| \| \| \| Crocodylus raninus \| \| \| \| |
|  | |
|  | Crocodylus novaeguineae - Crocodile de Nouvelle-Guinée                                                        |
|  | |
|  | Crocodylus raninus                                                                                            |
|  | |

|  | Crocodylus novaeguineae - Crocodile de Nouvelle-Guinée |
|  |                                                        |
|  | Crocodylus raninus                                     |
|  |                                                        |

|  | Crocodylus porosus - Crocodile marin                                                                          |
|  | |
|  | Crocodylus johnsoni - Crocodile de Johnston                                                                   |
|  | |
|  | Crocodylus mindorensis - Crocodile des Philippines                                                            |
|  | |
|  | \| \| Crocodylus novaeguineae - Crocodile de Nouvelle-Guinée \| \| \| \| \| \| Crocodylus raninus \| \| \| \| |
|  | |
|  | Crocodylus novaeguineae - Crocodile de Nouvelle-Guinée                                                        |
|  | |
|  | Crocodylus raninus                                                                                            |
|  | |

|  | Crocodylus novaeguineae - Crocodile de Nouvelle-Guinée |
|  |                                                        |
|  | Crocodylus raninus                                     |
|  |                                                        |

|  | Crocodylus porosus - Crocodile marin                                                                          |
|  | |
|  | Crocodylus johnsoni - Crocodile de Johnston                                                                   |
|  | |
|  | Crocodylus mindorensis - Crocodile des Philippines                                                            |
|  | |
|  | \| \| Crocodylus novaeguineae - Crocodile de Nouvelle-Guinée \| \| \| \| \| \| Crocodylus raninus \| \| \| \| |
|  | |
|  | Crocodylus novaeguineae - Crocodile de Nouvelle-Guinée                                                        |
|  | |
|  | Crocodylus raninus                                                                                            |
|  | |

|  | Crocodylus novaeguineae - Crocodile de Nouvelle-Guinée |
|  |                                                        |
|  | Crocodylus raninus                                     |
|  |                                                        |

|  | Crocodylus acutus - Crocodile américain              |
|  |                                                      |
|  | Crocodylus intermedius - Crocodile de l'Orénoque     |
|  |                                                      |
|  | Crocodylus rhombifer - Crocodile de Cuba             |
|  |                                                      |
|  | Crocodylus moreletii - Crocodile d'Amérique centrale |
|  |                                                      |

|  | †"Crocodylus" pigotti                                                           |
|  |                                                                                 |
|  | †"Crocodylus" gariepensis                                                       |
|  |                                                                                 |
|  | \| \| †Euthecodon arambourgii \| \| \| \| \| \| †Euthecodon brumpti \| \| \| \| |
|  |                                                                                 |
|  | †Euthecodon arambourgii                                                         |
|  |                                                                                 |
|  | †Euthecodon brumpti                                                             |
|  |                                                                                 |

|  | †Euthecodon arambourgii |
|  |                         |
|  | †Euthecodon brumpti     |
|  |                         |

|  | †Rimasuchus lloydi                                                                        |
|  |                                                                                           |
|  | \| \| †Voay robustus \| \| \| \| \| \| Osteolaemus tetraspis - Crocodile nain \| \| \| \| |
|  |                                                                                           |
|  | †Voay robustus                                                                            |
|  |                                                                                           |
|  | Osteolaemus tetraspis - Crocodile nain                                                    |
|  |                                                                                           |

|  | †Voay robustus                         |
|  |                                        |
|  | Osteolaemus tetraspis - Crocodile nain |
|  |                                        |

|  | †Crocodylus anthropophagus  |
|  |                             |
|  | †Crocodylus thorbjarnarsoni |
|  |                             |

|  | Crocodylus porosus - Crocodile marin                                                                          |
|  | |
|  | Crocodylus johnsoni - Crocodile de Johnston                                                                   |
|  | |
|  | Crocodylus mindorensis - Crocodile des Philippines                                                            |
|  | |
|  | \| \| Crocodylus novaeguineae - Crocodile de Nouvelle-Guinée \| \| \| \| \| \| Crocodylus raninus \| \| \| \| |
|  | |
|  | Crocodylus novaeguineae - Crocodile de Nouvelle-Guinée                                                        |
|  | |
|  | Crocodylus raninus                                                                                            |
|  | |

|  | Crocodylus novaeguineae - Crocodile de Nouvelle-Guinée |
|  |                                                        |
|  | Crocodylus raninus                                     |
|  |                                                        |

|  | Crocodylus porosus - Crocodile marin                                                                          |
|  | |
|  | Crocodylus johnsoni - Crocodile de Johnston                                                                   |
|  | |
|  | Crocodylus mindorensis - Crocodile des Philippines                                                            |
|  | |
|  | \| \| Crocodylus novaeguineae - Crocodile de Nouvelle-Guinée \| \| \| \| \| \| Crocodylus raninus \| \| \| \| |
|  | |
|  | Crocodylus novaeguineae - Crocodile de Nouvelle-Guinée                                                        |
|  | |
|  | Crocodylus raninus                                                                                            |
|  | |

|  | Crocodylus novaeguineae - Crocodile de Nouvelle-Guinée |
|  |                                                        |
|  | Crocodylus raninus                                     |
|  |                                                        |

|  | Crocodylus porosus - Crocodile marin                                                                          |
|  | |
|  | Crocodylus johnsoni - Crocodile de Johnston                                                                   |
|  | |
|  | Crocodylus mindorensis - Crocodile des Philippines                                                            |
|  | |
|  | \| \| Crocodylus novaeguineae - Crocodile de Nouvelle-Guinée \| \| \| \| \| \| Crocodylus raninus \| \| \| \| |
|  | |
|  | Crocodylus novaeguineae - Crocodile de Nouvelle-Guinée                                                        |
|  | |
|  | Crocodylus raninus                                                                                            |
|  | |

|  | Crocodylus novaeguineae - Crocodile de Nouvelle-Guinée |
|  |                                                        |
|  | Crocodylus raninus                                     |
|  |                                                        |

|  | Crocodylus porosus - Crocodile marin                                                                          |
|  | |
|  | Crocodylus johnsoni - Crocodile de Johnston                                                                   |
|  | |
|  | Crocodylus mindorensis - Crocodile des Philippines                                                            |
|  | |
|  | \| \| Crocodylus novaeguineae - Crocodile de Nouvelle-Guinée \| \| \| \| \| \| Crocodylus raninus \| \| \| \| |
|  | |
|  | Crocodylus novaeguineae - Crocodile de Nouvelle-Guinée                                                        |
|  | |
|  | Crocodylus raninus                                                                                            |
|  | |

|  | Crocodylus novaeguineae - Crocodile de Nouvelle-Guinée |
|  |                                                        |
|  | Crocodylus raninus                                     |
|  |                                                        |

|  | Crocodylus acutus - Crocodile américain              |
|  |                                                      |
|  | Crocodylus intermedius - Crocodile de l'Orénoque     |
|  |                                                      |
|  | Crocodylus rhombifer - Crocodile de Cuba             |
|  |                                                      |
|  | Crocodylus moreletii - Crocodile d'Amérique centrale |
|  |                                                      |

|  | †Crocodylus anthropophagus  |
|  |                             |
|  | †Crocodylus thorbjarnarsoni |
|  |                             |

|  | Crocodylus porosus - Crocodile marin                                                                          |
|  | |
|  | Crocodylus johnsoni - Crocodile de Johnston                                                                   |
|  | |
|  | Crocodylus mindorensis - Crocodile des Philippines                                                            |
|  | |
|  | \| \| Crocodylus novaeguineae - Crocodile de Nouvelle-Guinée \| \| \| \| \| \| Crocodylus raninus \| \| \| \| |
|  | |
|  | Crocodylus novaeguineae - Crocodile de Nouvelle-Guinée                                                        |
|  | |
|  | Crocodylus raninus                                                                                            |
|  | |

|  | Crocodylus novaeguineae - Crocodile de Nouvelle-Guinée |
|  |                                                        |
|  | Crocodylus raninus                                     |
|  |                                                        |

|  | Crocodylus porosus - Crocodile marin                                                                          |
|  | |
|  | Crocodylus johnsoni - Crocodile de Johnston                                                                   |
|  | |
|  | Crocodylus mindorensis - Crocodile des Philippines                                                            |
|  | |
|  | \| \| Crocodylus novaeguineae - Crocodile de Nouvelle-Guinée \| \| \| \| \| \| Crocodylus raninus \| \| \| \| |
|  | |
|  | Crocodylus novaeguineae - Crocodile de Nouvelle-Guinée                                                        |
|  | |
|  | Crocodylus raninus                                                                                            |
|  | |

|  | Crocodylus novaeguineae - Crocodile de Nouvelle-Guinée |
|  |                                                        |
|  | Crocodylus raninus                                     |
|  |                                                        |

|  | Crocodylus porosus - Crocodile marin                                                                          |
|  | |
|  | Crocodylus johnsoni - Crocodile de Johnston                                                                   |
|  | |
|  | Crocodylus mindorensis - Crocodile des Philippines                                                            |
|  | |
|  | \| \| Crocodylus novaeguineae - Crocodile de Nouvelle-Guinée \| \| \| \| \| \| Crocodylus raninus \| \| \| \| |
|  | |
|  | Crocodylus novaeguineae - Crocodile de Nouvelle-Guinée                                                        |
|  | |
|  | Crocodylus raninus                                                                                            |
|  | |

|  | Crocodylus novaeguineae - Crocodile de Nouvelle-Guinée |
|  |                                                        |
|  | Crocodylus raninus                                     |
|  |                                                        |

|  | Crocodylus porosus - Crocodile marin                                                                          |
|  | |
|  | Crocodylus johnsoni - Crocodile de Johnston                                                                   |
|  | |
|  | Crocodylus mindorensis - Crocodile des Philippines                                                            |
|  | |
|  | \| \| Crocodylus novaeguineae - Crocodile de Nouvelle-Guinée \| \| \| \| \| \| Crocodylus raninus \| \| \| \| |
|  | |
|  | Crocodylus novaeguineae - Crocodile de Nouvelle-Guinée                                                        |
|  | |
|  | Crocodylus raninus                                                                                            |
|  | |

|  | Crocodylus novaeguineae - Crocodile de Nouvelle-Guinée |
|  |                                                        |
|  | Crocodylus raninus                                     |
|  |                                                        |

|  | Crocodylus acutus - Crocodile américain              |
|  |                                                      |
|  | Crocodylus intermedius - Crocodile de l'Orénoque     |
|  |                                                      |
|  | Crocodylus rhombifer - Crocodile de Cuba             |
|  |                                                      |
|  | Crocodylus moreletii - Crocodile d'Amérique centrale |
|  |                                                      |

|  | †Crocodylus anthropophagus  |
|  |                             |
|  | †Crocodylus thorbjarnarsoni |
|  |                             |

|  | Crocodylus porosus - Crocodile marin                                                                          |
|  | |
|  | Crocodylus johnsoni - Crocodile de Johnston                                                                   |
|  | |
|  | Crocodylus mindorensis - Crocodile des Philippines                                                            |
|  | |
|  | \| \| Crocodylus novaeguineae - Crocodile de Nouvelle-Guinée \| \| \| \| \| \| Crocodylus raninus \| \| \| \| |
|  | |
|  | Crocodylus novaeguineae - Crocodile de Nouvelle-Guinée                                                        |
|  | |
|  | Crocodylus raninus                                                                                            |
|  | |

|  | Crocodylus novaeguineae - Crocodile de Nouvelle-Guinée |
|  |                                                        |
|  | Crocodylus raninus                                     |
|  |                                                        |

|  | Crocodylus porosus - Crocodile marin                                                                          |
|  | |
|  | Crocodylus johnsoni - Crocodile de Johnston                                                                   |
|  | |
|  | Crocodylus mindorensis - Crocodile des Philippines                                                            |
|  | |
|  | \| \| Crocodylus novaeguineae - Crocodile de Nouvelle-Guinée \| \| \| \| \| \| Crocodylus raninus \| \| \| \| |
|  | |
|  | Crocodylus novaeguineae - Crocodile de Nouvelle-Guinée                                                        |
|  | |
|  | Crocodylus raninus                                                                                            |
|  | |

|  | Crocodylus novaeguineae - Crocodile de Nouvelle-Guinée |
|  |                                                        |
|  | Crocodylus raninus                                     |
|  |                                                        |

|  | Crocodylus porosus - Crocodile marin                                                                          |
|  | |
|  | Crocodylus johnsoni - Crocodile de Johnston                                                                   |
|  | |
|  | Crocodylus mindorensis - Crocodile des Philippines                                                            |
|  | |
|  | \| \| Crocodylus novaeguineae - Crocodile de Nouvelle-Guinée \| \| \| \| \| \| Crocodylus raninus \| \| \| \| |
|  | |
|  | Crocodylus novaeguineae - Crocodile de Nouvelle-Guinée                                                        |
|  | |
|  | Crocodylus raninus                                                                                            |
|  | |

|  | Crocodylus novaeguineae - Crocodile de Nouvelle-Guinée |
|  |                                                        |
|  | Crocodylus raninus                                     |
|  |                                                        |

|  | Crocodylus porosus - Crocodile marin                                                                          |
|  | |
|  | Crocodylus johnsoni - Crocodile de Johnston                                                                   |
|  | |
|  | Crocodylus mindorensis - Crocodile des Philippines                                                            |
|  | |
|  | \| \| Crocodylus novaeguineae - Crocodile de Nouvelle-Guinée \| \| \| \| \| \| Crocodylus raninus \| \| \| \| |
|  | |
|  | Crocodylus novaeguineae - Crocodile de Nouvelle-Guinée                                                        |
|  | |
|  | Crocodylus raninus                                                                                            |
|  | |

|  | Crocodylus novaeguineae - Crocodile de Nouvelle-Guinée |
|  |                                                        |
|  | Crocodylus raninus                                     |
|  |                                                        |

|  | Crocodylus acutus - Crocodile américain              |
|  |                                                      |
|  | Crocodylus intermedius - Crocodile de l'Orénoque     |
|  |                                                      |
|  | Crocodylus rhombifer - Crocodile de Cuba             |
|  |                                                      |
|  | Crocodylus moreletii - Crocodile d'Amérique centrale |
|  |                                                      |

|  | †Crocodylus anthropophagus  |
|  |                             |
|  | †Crocodylus thorbjarnarsoni |
|  |                             |

|  | Crocodylus porosus - Crocodile marin                                                                          |
|  | |
|  | Crocodylus johnsoni - Crocodile de Johnston                                                                   |
|  | |
|  | Crocodylus mindorensis - Crocodile des Philippines                                                            |
|  | |
|  | \| \| Crocodylus novaeguineae - Crocodile de Nouvelle-Guinée \| \| \| \| \| \| Crocodylus raninus \| \| \| \| |
|  | |
|  | Crocodylus novaeguineae - Crocodile de Nouvelle-Guinée                                                        |
|  | |
|  | Crocodylus raninus                                                                                            |
|  | |

|  | Crocodylus novaeguineae - Crocodile de Nouvelle-Guinée |
|  |                                                        |
|  | Crocodylus raninus                                     |
|  |                                                        |

|  | Crocodylus porosus - Crocodile marin                                                                          |
|  | |
|  | Crocodylus johnsoni - Crocodile de Johnston                                                                   |
|  | |
|  | Crocodylus mindorensis - Crocodile des Philippines                                                            |
|  | |
|  | \| \| Crocodylus novaeguineae - Crocodile de Nouvelle-Guinée \| \| \| \| \| \| Crocodylus raninus \| \| \| \| |
|  | |
|  | Crocodylus novaeguineae - Crocodile de Nouvelle-Guinée                                                        |
|  | |
|  | Crocodylus raninus                                                                                            |
|  | |

|  | Crocodylus novaeguineae - Crocodile de Nouvelle-Guinée |
|  |                                                        |
|  | Crocodylus raninus                                     |
|  |                                                        |

|  | Crocodylus porosus - Crocodile marin                                                                          |
|  | |
|  | Crocodylus johnsoni - Crocodile de Johnston                                                                   |
|  | |
|  | Crocodylus mindorensis - Crocodile des Philippines                                                            |
|  | |
|  | \| \| Crocodylus novaeguineae - Crocodile de Nouvelle-Guinée \| \| \| \| \| \| Crocodylus raninus \| \| \| \| |
|  | |
|  | Crocodylus novaeguineae - Crocodile de Nouvelle-Guinée                                                        |
|  | |
|  | Crocodylus raninus                                                                                            |
|  | |

|  | Crocodylus novaeguineae - Crocodile de Nouvelle-Guinée |
|  |                                                        |
|  | Crocodylus raninus                                     |
|  |                                                        |

|  | Crocodylus porosus - Crocodile marin                                                                          |
|  | |
|  | Crocodylus johnsoni - Crocodile de Johnston                                                                   |
|  | |
|  | Crocodylus mindorensis - Crocodile des Philippines                                                            |
|  | |
|  | \| \| Crocodylus novaeguineae - Crocodile de Nouvelle-Guinée \| \| \| \| \| \| Crocodylus raninus \| \| \| \| |
|  | |
|  | Crocodylus novaeguineae - Crocodile de Nouvelle-Guinée                                                        |
|  | |
|  | Crocodylus raninus                                                                                            |
|  | |

|  | Crocodylus novaeguineae - Crocodile de Nouvelle-Guinée |
|  |                                                        |
|  | Crocodylus raninus                                     |
|  |                                                        |

|  | Crocodylus acutus - Crocodile américain              |
|  |                                                      |
|  | Crocodylus intermedius - Crocodile de l'Orénoque     |
|  |                                                      |
|  | Crocodylus rhombifer - Crocodile de Cuba             |
|  |                                                      |
|  | Crocodylus moreletii - Crocodile d'Amérique centrale |
|  |                                                      |

Phylogénie moléculaire des espèces actuelles :
- - 
    - Crocodile nain (Osteolaemus tetraspis)
    - Crocodile à nuque cuirassée (Mecistops cataphractus)

  - 
    - 
      - 
        - Crocodile de Johnston (Crocodylus johnstoni)
        - 
          - Crocodile des Philippines (Crocodylus mindorensis)
          - Crocodile de Nouvelle-Guinée (Crocodylus novaeguineae)

      - 
        - Crocodile marin (Crocodylus porosus)
        - 
          - Crocodile des marais (Crocodylus palustris)
          - Crocodile du Siam (Crocodylus siamensis)

    - 
      - Crocodile d'Afrique de l'ouest (Crocodylus suchus)
      - 
        - Crocodile du Nil (Crocodylus niloticus)
        - 
          - Crocodile de Cuba (Crocodylus rhombifer)
          - 
            - Crocodile de Morelet (Crocodylus moreletii)
            - 
              - Crocodile américain (Crocodylus acutus)
              - Crocodile de l'Orénoque (Crocodylus intermedius)

## Les crocodiles et l'homme
Les plus grandes espèces de crocodiles peuvent être très dangereuses pour l'homme. Le crocodile marin et le crocodile du Nil sont les plus à redouter, tuant des centaines de personnes chaque année en Asie du Sud-Est et en Afrique.[réf. nécessaire]
En 2022, les statistiques mondiales écologiques estiment que les crocodiles causent environ 400 attaques mortelles par an sur l'homme.
Beaucoup d'espèces sont menacées. Entre 1970 et 2012, les populations de crocodiles vivant dans les lacs et les rivières ont chuté de 72 %

## Économie

### Ferme
Il existe des fermes de crocodiles : il s’agit d'établissement destiné à la reproduction et l'élevage des crocodiliens en vue de produire de la viande, du cuir, voire d'autres produits issus de la bête. Il existe aussi des parcs de loisirs, comme la Ferme aux crocodiles à Pierrelatte en France.

### Maroquinerie

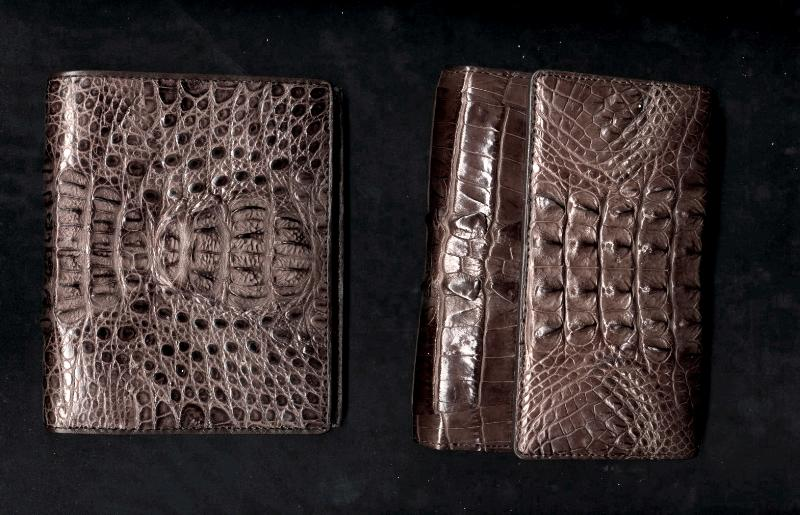
Portefeuilles en peau de crocodile en vente à la ferme aux crocodiles de Samut Prakan (Thaïlande).

La peau de crocodile sert en maroquinerie pour faire des sacs à main surtout, des chaussures ou des portefeuilles. Artcurial, qui réalise des ventes de sacs anciens, souligne que « les sacs en croco de couleur sont de loin les plus recherchés et les plus chers ». Le commerce de ses peaux, venant de plusieurs espèces, reste très réglementé, dépendant de la Cites. La provenance est multiple : Asie, Afrique, Australie ou Amérique du Sud. Le prix dépend « de sa taille […] de la régularité du dessin, de la qualité du tannage et de la souplesse du cuir » précise Fred Pinel.

### Alimentation

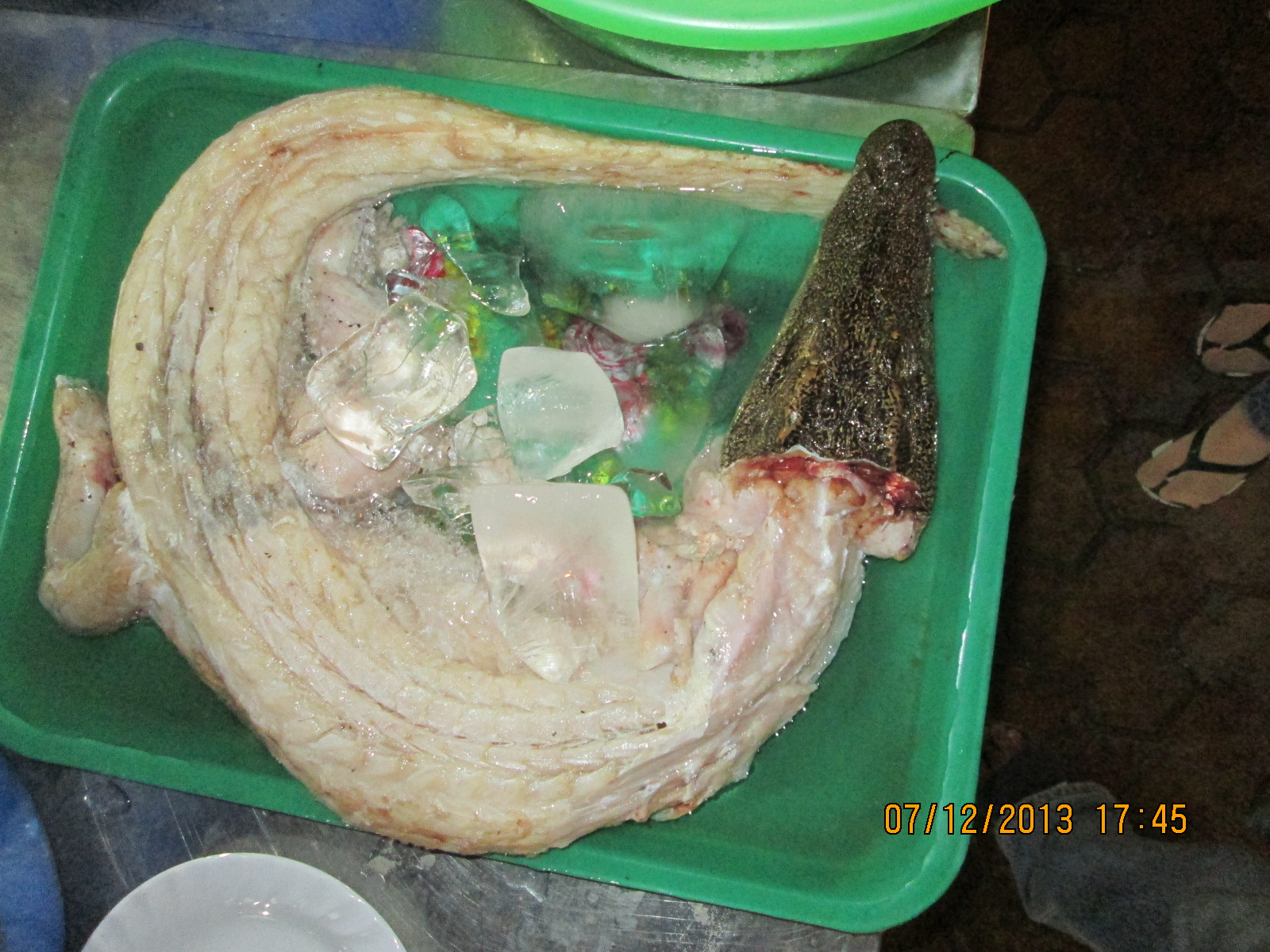
Crocodile dépecé, Viêt Nam.

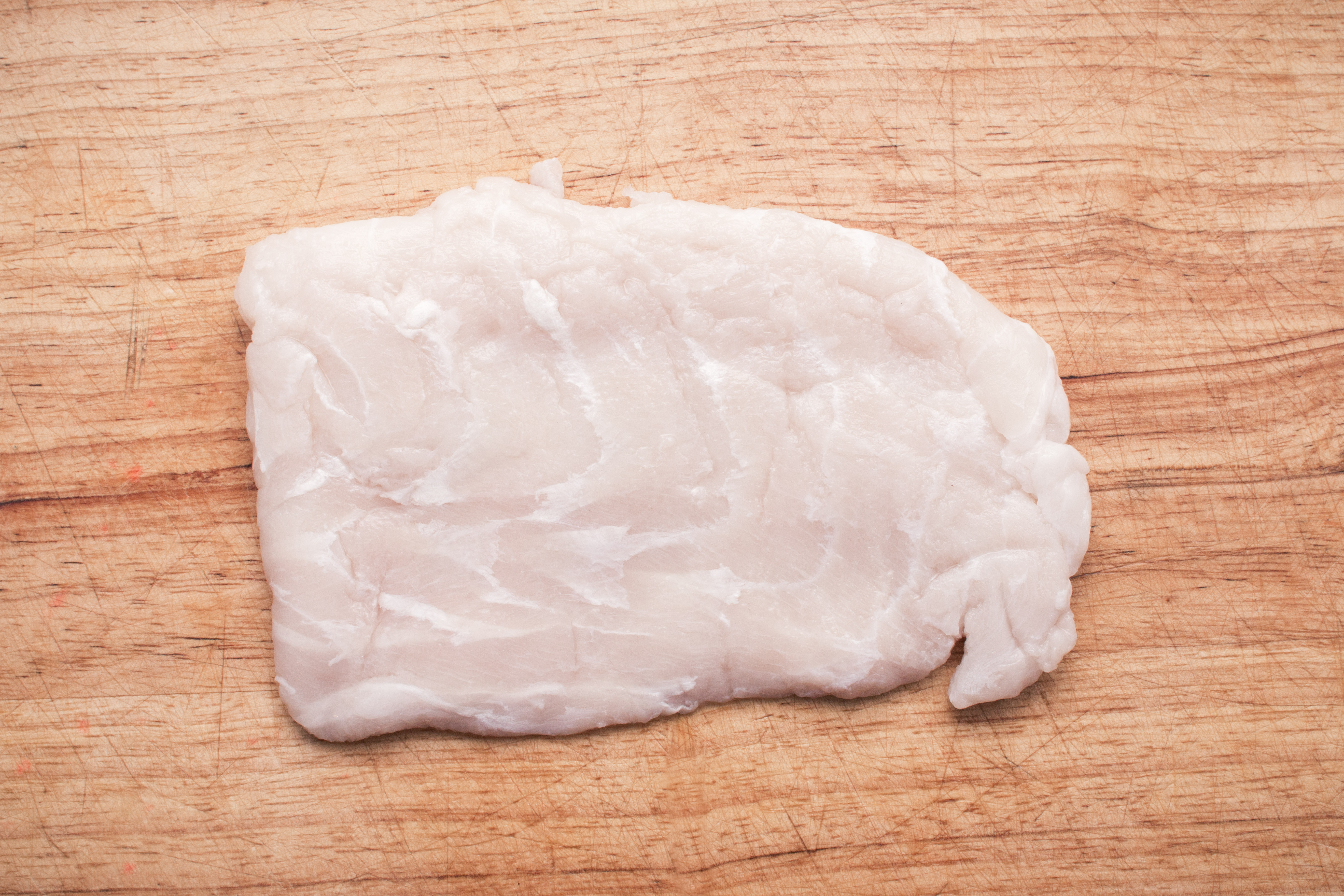
Filet de queue de crocodile.

La chair du crocodile peut être agrémentée de différentes façons. Elle peut être dégustée par exemple en fondue à Taiwan, ou encore sautée au gingembre au Cambodge. La queue est un morceau prisé, la chair cuite devient légèrement élastique, à l'instar du calamar.
En France, la "soupe au crocodile" désigne une soupe à la courgette et aux épinards de couleur verte.

## Crocodile dans la culture

### Chanson
- Ah ! Les crocodiles est une chanson enfantine racontant l'histoire d'un crocodile s'en allant à la guerre aux éléphants.
- Y a un crocodile est une chanson de François Velliet (Franz) où un crocodile rend visite à un enfant par le trou de sa baignoire.
- Qui va garder mon crocodile cet été ? est une chanson pop du groupe Ottawan, écrite en 1980 par Daniel Vangarde et Jean Kluger[20],[21].
- Schnappi, das kleine Krokodil (« Schnappi, le petit crocodile »), chanson enfantine allemande qui connut un fort succès sur Internet en 2004.
- Il coccodrillo come fa ? (« Le crocodile, comment il fait ? ») est une chanson italienne pour enfants
- Песенка Крокодила Ген (« La chanson du crocodile Guéna »), dont le titre original est  Пусть бегут неуклюже пешеходы по лужам... (« Laissez les piétons courir le long des flaques... ») est une célèbre chanson d'anniversaire russe issue du dessin animé russe  Крокодил Гена (« Guéna le crocodile »), dont le personnage principal est un crocodile jouant de l'accordéon.
- Dans le ventre du crocodile est un album du rappeur Disiz sorti en 2010.

### Cinéma
- Katia et le crocodile est un film en noir et blanc pour les enfants et les adultes.
- Крокодил Гена (« Guéna le crocodile ») est un film d'animation soviétique réalisé par Roman Katchanov, sorti en 1969.
- Le crocodile de la mort, sorti en 1977.
- Crocodile Dundee est un film australien réalisé par Peter Faiman (en), sorti en 1986.
- Killer Crocodile, sorti en 1989.
- Killer Crocodile 2, sorti en 1990.
- Lake Placid, sorti en 1999.
- Black Water, sorti en 2007.
- Solitaire, sorti en 2007
- Lake Placid 2, sorti en 2007.
- Lake Placid 3, téléfilm sorti en 2010.
- Lake Placid 4 : The final Chapter, téléfilm sorti en 2012.
- The Pool, sorti en 2018.
- Crawl, sorti en 2019 au cinéma
- Le crocodile et le pluvian  est une série chinoise tournée en France à Bordeaux sortie en 2019
- Black Water: Abyss, sorti en 2020.

### Croyances et symboles
- Logo de « Lacoste », venant du surnom de son inventeur, le joueur de tennis René Lacoste.
- Dans beaucoup de caricatures politiques, les capitalistes sont représentés comme des crocodiles.
- Logo du journal satirique soviétique, puis russe, Krokodil.
- Blason de Nîmes, où l'animal est attaché à un palmier, sans doute en référence au retour d'Afrique de la septième légion qui est venue se baser à Nîmes.
- Trois crocodiles sont l'emblème de la ville de Bamako, capitale du Mali.

- Petsuchos était le crocodile sacré de la ville de Médinet el-Fayoum durant l'Égypte antique. Il est lié au dieu de l'eau et de l'inondation Sobek.
- En Égypte antique, c'était l'un des douze animaux sacrés associé aux douze heures du jour et de la nuit.
- Dans la mythologie hindoue, le dieu du Gange Gangâ a pour compagnon un crocodile.
- Le célèbre étang aux crocodiles de Karachi (Pakistan) entretient plus de cinquante de ces reptiles : ils sont considérés comme des divinités.
- D'après une légende papoue, c'est un crocodile, nommé Kabakmeli, qui a créé le monde et ses habitants.
- Dans les villages de Sabou et de Bazoulé au Burkina Faso, le crocodile est l'animal totémique des habitants, donc sacré. Il est associé aux mythes fondateurs des villages. C'est l'un des seuls endroits au monde où l'homme à la possibilité de chevaucher un crocodile[22],[23].

### Langue courante
- Verser des larmes de crocodile : se dit lorsqu'on mime une fausse tristesse. L'expression ferait référence aux larmes hypocrites que le crocodile est réputé verser lorsqu'il dévore ses proies[24]. Selon une autre explication, elle réfèrerait à une ancienne légende gréco-latine selon laquelle les crocodiles du Nil attiraient les naïfs en gémissant[25]. Cependant, l'expression n'est attestée qu'au XVIe siècle[26] ; l'image du crocodile pleurant en mangeant des hommes, quant à elle, a été popularisée vers le début du XVe siècle[27].

C'est peut-être aussi dû aux mœurs du crocodile du Nil qui vient à terre le jour, où il n'attaque pas et assaille dans l'eau la nuit, c'est-à-dire à un moment où on s'y attend le moins.[réf. nécessaire]
- En biologie, larmes de crocodile est synonyme de réflexe gusto-lacrymal et de syndrome gusto-lacrymal[28].
- En espéranto le verbe « krokodili » signifie « agir comme un crocodile », et renvoie à l'idée de « parler une langue nationale à l'intérieur d'un milieu espérantophone ». On pourrait le traduire par « faire des messes basses » ou « parler en aparté ».
- Une substance psychotrope, la Désomorphine, porte le surnom de « Krokodil » en raison des traces qu'elle peut laisser sur la peau de ses usagers[29].

### Littérature
- Le Crocodile est le titre d’un roman de Fiodor Dostoïevski
- Die Krokodile est un cercle de poètes munichois entre 1856 et 1870
- Das Krokodil von Singapur est un poème de Hermann Lingg, membre de ce groupe
- Le Crocodile assassiné et L’Ère du serpent - Le crocodile assassiné tome 2 sont les titres des romans de la trilogie de J.Q. Louison
- La Méthode du crocodile est un roman policier de Maurizio De Giovanni
- Les yeux jaunes des crocodiles est un roman de Kathrine Pancol, premier d’une trilogie.

### Jeux vidéo
- Croc : Legend of the Gobbos est un jeu vidéo sorti en 1997 dont le personnage que le joueur incarne est un crocodile.
- Dans la licence Sonic the Hedgehog, Vector est un crocodile à la tête d'une agence de détective.
- Plusieurs Pokémons sont inspirés du crocodile tels que Kaiminus, Mascaïman, Chochodile et leurs évolutions.
- Guapo est un crocodile domptable dans Far Cry 6.
- King K. Rool est un crocodile ainsi que l'antagoniste principal de la licence Donkey Kong.